# Basílica de San Nicolás (Saint-Nicolas-de-Port)
La basílica [de] San Nicolás de Saint-Nicolas-de-Port (en francés: basilique Saint-Nicolas de Saint-Nicolas-de-Port) es una imponente iglesia francesa erigida en la pequeña ciudad de Saint-Nicolas-de-Port, en el departamento de Meurthe-et-Moselle, en la región de Lorena, a pocos kilómetros al sur de Nancy. De estilo gótico flamígero, fue construida en los siglos XV y XVI por René II, duque de Lorena y de Bar para conmemorar su victoria contra Carlos el Temerario en la batalla de Nancy, el 5 de enero de 1477, victoria que permitió que Lorena siguiera siendo independiente (no fue anexionada hasta 1766).
La basílica fue incluida en la lista de 1840 de monumentos históricos. La iglesia fue consagrada como basílica menor el 25 de junio de 1950 por el papa Pío XII.

## Historia

### Orígenes

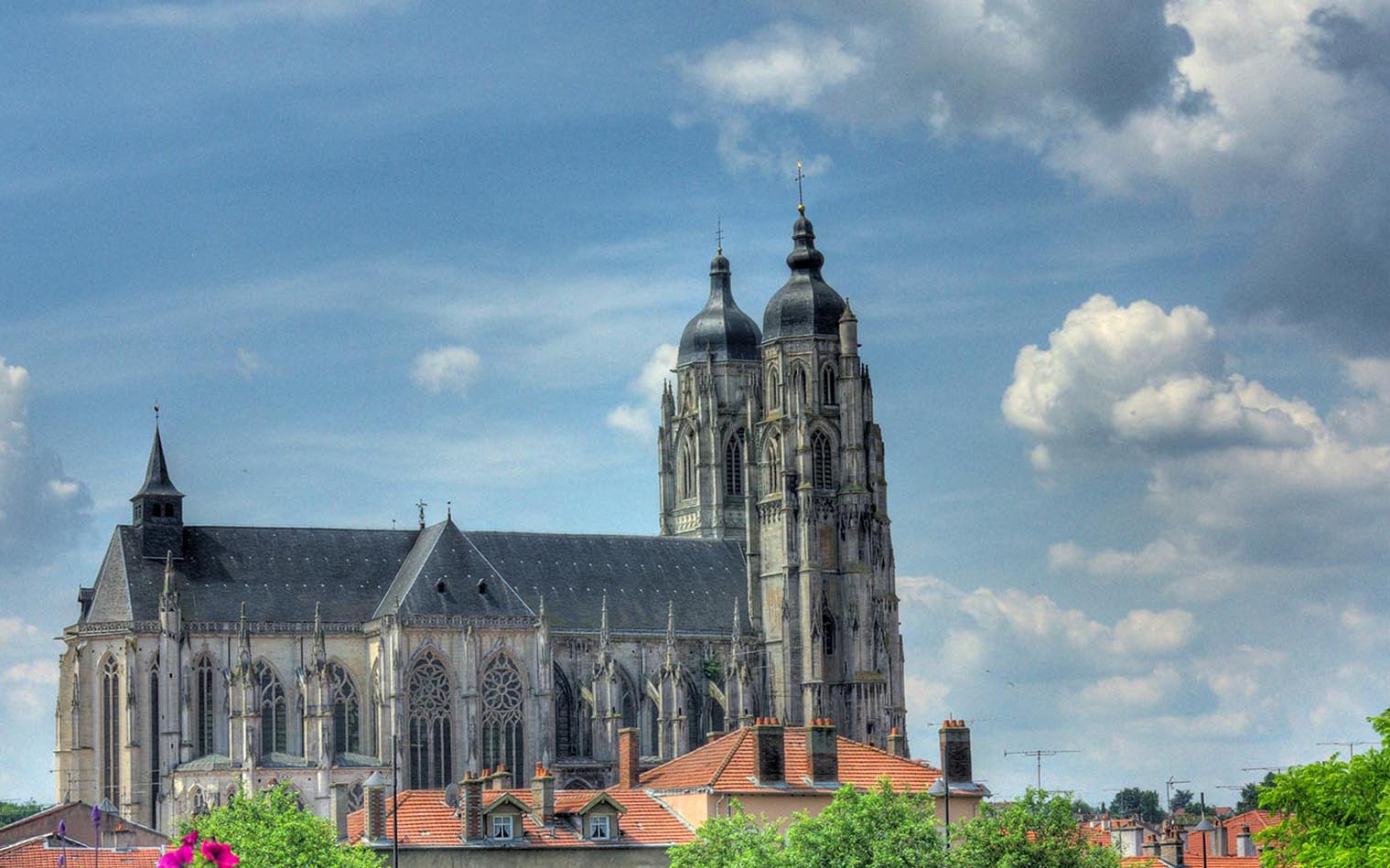
La basílica sobre los tejados de la ciudad.

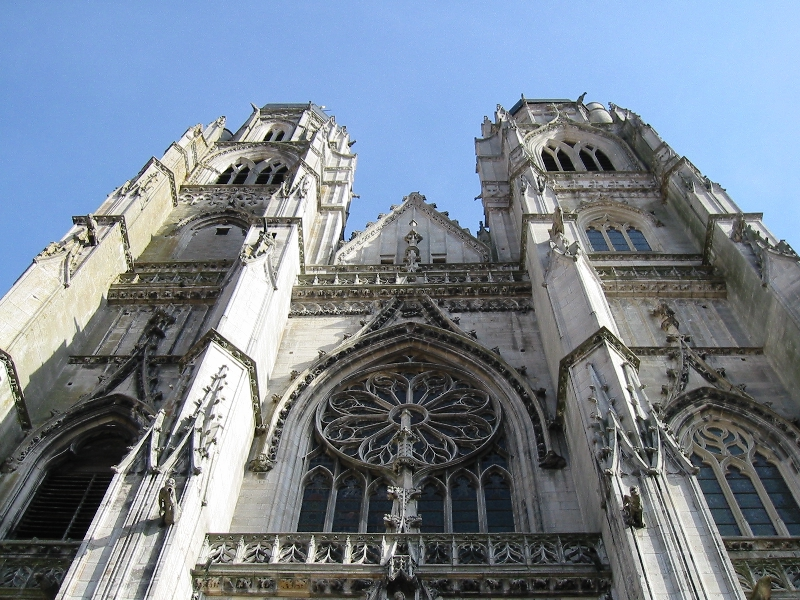
Vista de la fachada occidental en contrapicado.

En 1098, el caballero Aubert de Varangéville habría logrado una de las reliquias de san Nicolás que habían sido robadas del santuario original de Myra, en lo que hoy es Turquía, y la habría llevado a Saint-Nicolas-de-Port: la dextre bénissante (derecha bendiciente) de san Nicolás; según la tradición, se trataría del hueso de una falange de la mano derecha del obispo. Se conserva en un brazo relicario de finales del siglo XIX en plata, oro, esmalte y diamantes. Esa reliquia fue la causa de muchos milagros. Rápidamente la peregrinación a Saint-Nicolas se extendió mucho más allá de la Lorena y eso exigió la construcción de una primera iglesia, consagrada en 1102 y donde predicó san Bernardo en 1104. Desde 1120, los duques hicieron de san Nicolás santo patrón de los loreneses. La primitiva iglesia fue remplazada en 1193 por otra iglesia más vasta para responder a la afluencia de peregrinos.
Según una leyenda, Cunon de Linange, sire de Réchicourt, un caballero lorenés que había sido encarcelado en 1230 durante la Sexta Cruzada, fue liberado milagrosamente de su prisión diez años más tarde por san Nicolás. Transportado en su sueño por el santo, se despertó delante del pórtico de la iglesia. Durante la celebración del oficio que siguió, las cadenas que rodeaban la cintura y los miembros del cautivo cayeron por sí solas; estas cadenas se supone que se han conservado y se mantienen en un relicario de cobre dorado de finales del siglo XIX. De regreso en su feudo, el señor de Réchicourt ordenó que se celebrase una procesión todos los años, procesión que siguió hasta la Revolución, en la que se veía una delegación de personas de Réchicourt durante esas celebraciones. Esta procesión con antorchas todavía se celebra cada año en la basílica el sábado más cercano al 6 de diciembre, el día de san Nicolás. 

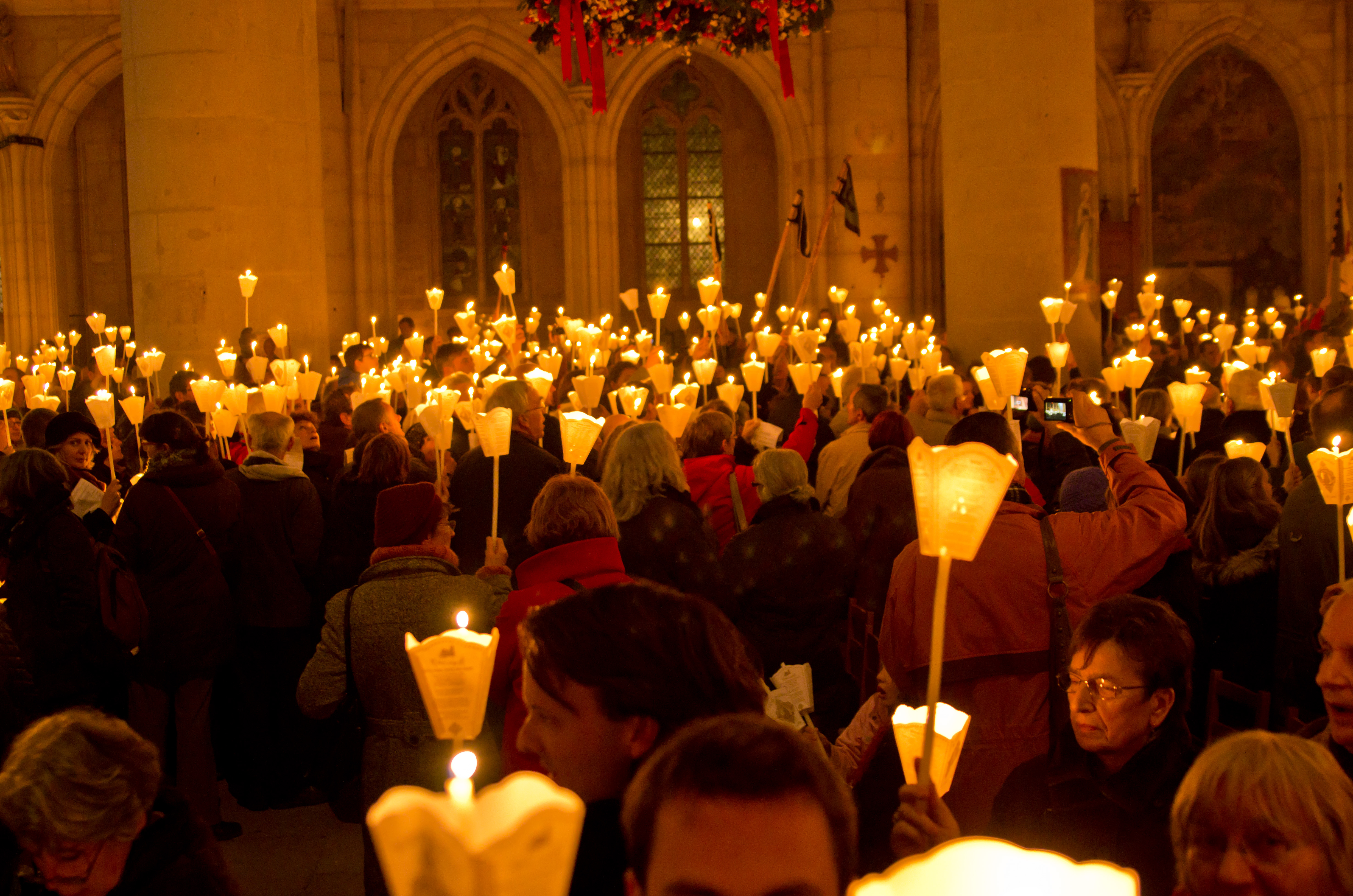
La procesión anual del Santo Nicolás.

Jean de Joinville, senescal de Luis IX, ayudó a extender la fama de san Nicolás. En su Livre des saintes paroles et des bons faiz de nostre saint roy Looÿs [Libro de las santas palabras y buenas hechos de nuestro santo rey Luis], relata que durante la Séptima Cruzada, frente al peligro de un naufragio cerca de Chipre, garantizó a la reina Margarita de Provenza que ella misma, el rey y sus tres hijos volverían ilesos a Francia si ella prometía donar una nave de plata que pesase cinco marcos a la iglesia de San Nicolás. La reina prometió y al ser su petición concedida, al volver a París, hizo hacer la nave, que le costó cien libras y luego encargó al señor de Joinville que la llevase, en 1254, a la iglesia de San Nicolás.·
Tras la liberación milagrosa de sire de Réchicourt en 1240, la iglesia tuvo ilustres visitantes: el señor de Joinville, que llevó el exvoto de St. Louis (1254); el emperador Carlos IV (1359); el rey de Francia Juan II el Bueno (1360); los cónyuges Boëlley llegaron desde Corbie para pedir un niño que llegaría a ser santa Colette; Juana de Arco , que una leyenda pretende que llegó a rezar antes de partir para llevar su mensaje al delfín de Francia (1429);[cita requerida] y el duque Carlos II, que donó un brazo de oro para conservar la reliquia.
La victoria de René II, duque de Lorena frente al «gran duque de Occidente» Carlos el Temerario en 1477 en la batalla de Nancy va a determinar que el joven soberano haga construir un edificio más imponente para simbolizar el retorno a la independencia de la nación Lorena así como su agradecimiento al santo patrón de la Lorena. La elección de Saint-Nicolas-de-Port, que se llamaba entonces simplemente Port, era obvia, ya que la ciudad era el centro económico del ducado de Lorena que atraía a muchos comerciantes de toda Europa en las ferias.

### Construcción

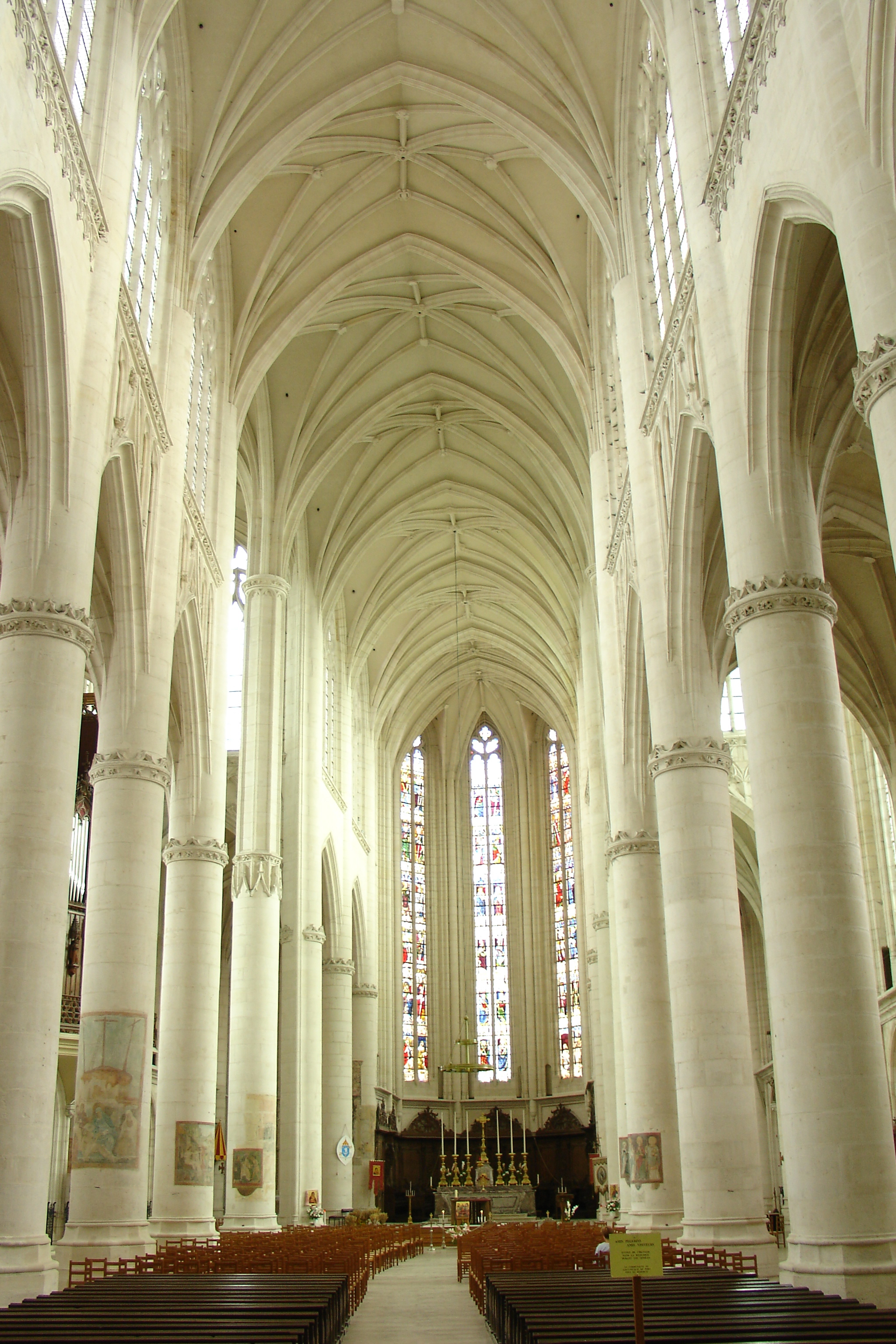
Interior de la nave, en caliza blanca de Viterne.

La construcción de la actual basílica se inició en 1481 en piedra caliza blanca extraída de las canteras de Viterne. Simon Moycet (14??-1520) fue el maestro de obras y Valentin Bousch fue el maestro vidriero. El nombre de un arquitecto, un tal Michel, es conocido por una experiencia que hizo en Troyes en junio de 1506.
Muchos donantes participaron en la financiación de la iglesia catedralicia, el duque René II, señores, prelados, comerciantes, burgueses del lugar, peregrinos. La identidad de algunos de estos donantes es visible aún en las vidrieras de la iglesia en forma de escudos: villa de Estrasburgo, villa de Basilea, obispo de Verdun, prior de Varangéville Wary de Dommartin, los burgueses Fiacre Fériet y Hans (o Hanus) Berman.
El edificio fue inaugurado, casi terminado, en 1544; la fachada fue acabada en 1545; y, finalmente, fue consagrado en 1560, poco después de que las dos torres campanario, construidas en 1544, hubiesen recibido sus primeras cúpulas de plomo.

### Incendio
Durante la guerra de los Treinta Años, en noviembre de 1635, la basílica sufrió un gran incendio que destruyó la cubierta y el mobiliario y fundió el plomo de muchas vidrieras cuyos vidrios se desplomaron. Ennegrecidas, muchas pinturas murales que datan de antes de 1520 se disimularon entonces bajo un encubrimiento y se volvieron a descubrir durante la restauración del siglo XX.
Este episodio que marcó los espíritus (las llamas, según se dijo, fueron visibles desde Nancy, a unos diez kilómetros), fue el punto de partida de una nueva leyenda que informa de otro milagro: el prior benedictino que celebraba la misa durante el asalto del enemigo, Dom Moye, tratando de escapar a una espada sueca, sintió entreabrirse la columna contra la cual se apoyaba y desapareció dentro cerrándose la piedra sobre él. Desde ese momento, pegando la oreja contra ese pilar, el más cercano a la torre de San Pedro (torre sur), se podía oír salmodiar al monje y, cuando Lorena estaba amenazada por dramáticos acontecimientos, se podía ver como la piedra exudaba gotas que corrían por ella. Los parroquianos aseguraron que eso sucedió poco antes de las guerras de 1870 y 1914, lo que reforzó la leyenda del «du pilier qui pleure» (pilar que llora).

### Restauraciones posteriores
Una armadura de cubierta nueva de roble fue colocada hacia 1664 y en 1725 las torres fueron recubiertas con nuevas cúpulas de pizarra en forma de bulbo, cúpulas que todavía subsisten a principios del siglo XXI. En 1840, la basílica fue inscrita en la primera lista de monumentos históricos. La iglesia fue consagrada como basílica en 1950 por el papa Pío XII.
Fuertemente deteriorada durante la Segunda Guerra Mundial por el bombardeo del 19 de junio de 1940, la iglesia fue restaurada a partir de 1983 gracias a Camille Croué Friedman, una rica portoise casada con un estadounidense: durante un crucero que naufragó en las costas de Chipre, sobrevivió y atribuyó su rescate a San Nicolás, como la reina unos pocos siglos antes. En agradecimiento, financió la restauración de la basílica y a su muerte en Nueva York en 1980, hizo un legado de cinco millones de dólares a la basílica «para que recupere su belleza original». La restauración requirió quince años para que el edificio recobrase su esplendor original

## Arquitectura

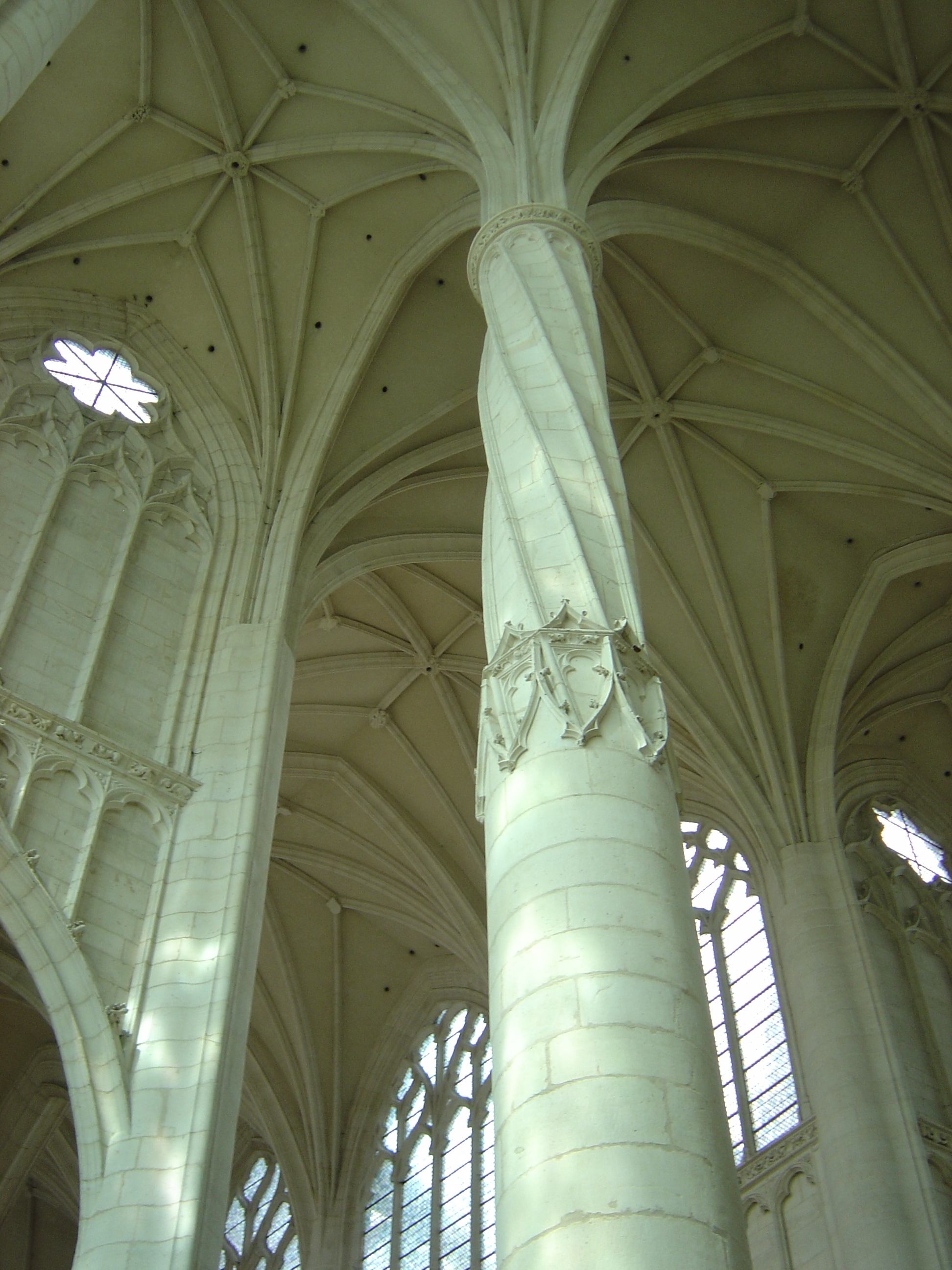
Acanaladura torcida disimulando un falso desplome en una de las columnas de 21.50 m

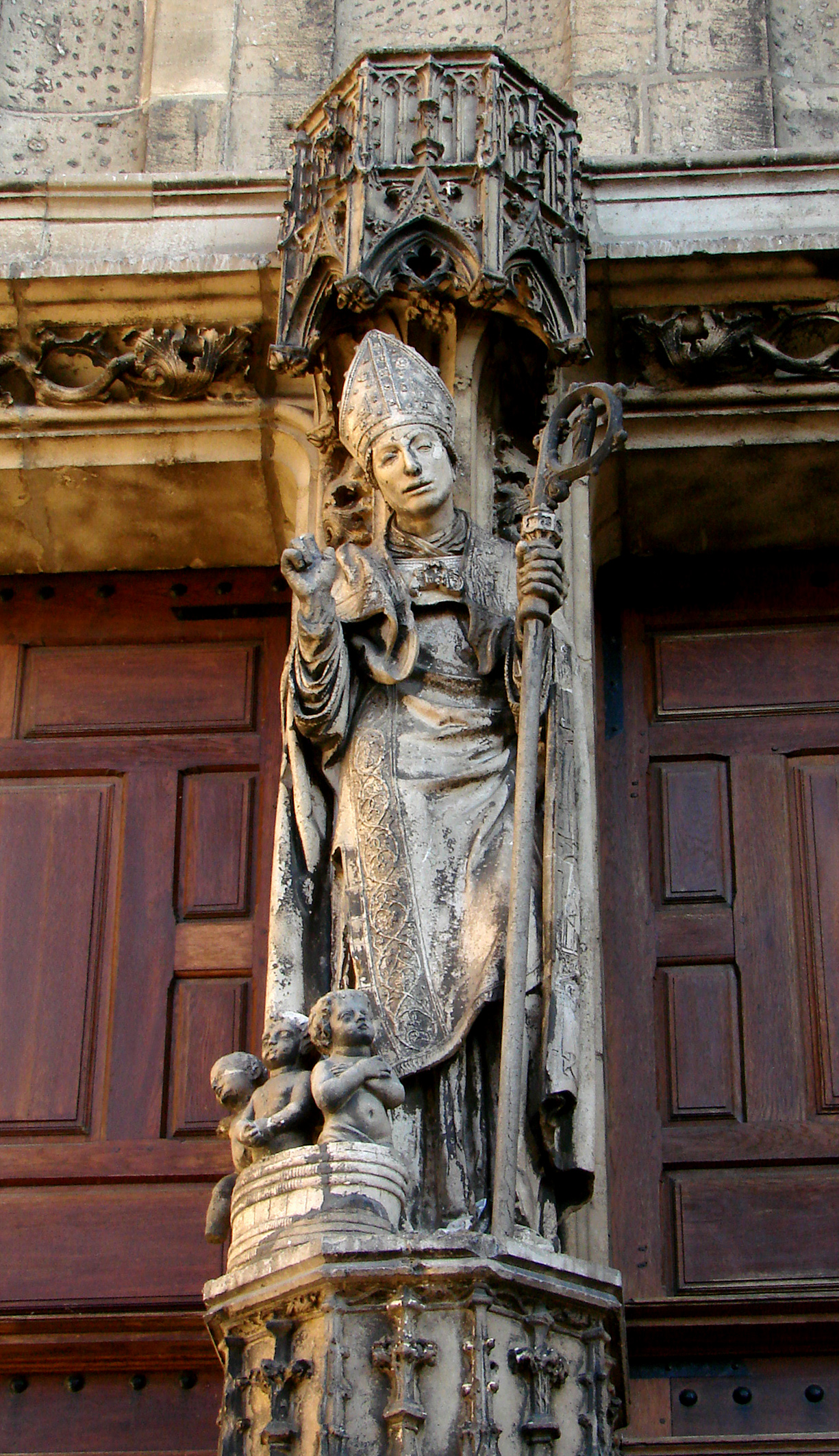
Estatua de San Nicolás de Bari en el centro del gran portal: a sus pies, los tres «enfants» de pie en la tinaja.

La basílica tiene las proporciones de una verdadera catedral de estilo gótico flamígero: once tramos, una nave principal y dos laterales con dos colaterales terminadas por dos absidiolos. Sus dimensiones son impresionantes:
- 71,5 m de longitud y 31,0 m de anchura;
- una nave que culmina a 30 m por encima del suelo;
- a nivel del transepto, dos esbeltas columnas de 21,50 m (las más altas de Francia) una de las cuales esta torcida con el fin de ocultar un desplome de veinte centímetros;
- dos torres de 85 y 87 m respectivamente, coronadas por campanarios en bulbo;

El edificio es de una gran uniformidad de estilo, de una sobriedad rara al final del periodo gótico, debido a su relativamente rápida construcción (aproximadamente 60 años) para sus dimensiones con respecto a los planes iniciales. Cuenta con volúmenes armoniosos. Se encuentran en él influencias de la región de Champaña debido al primer arquitecto, Michel Robin: la planta del coro está inspirada en la de la basílica de Saint-Urbain de Troyes y la coursière —que permite hacer el recorrido interior alrededor del edificio en la base de las ventanas bajas, a siete metros por encima del suelo—, es un verdadero pasaje champañés. Sin embargo la tradición lorenesa sigue siendo respetada y se puede notar en la ausencia de deambulatorio tras del coro o en el ábside de cinco lados provistos de ventanas muy altas, como en la catedral de San Esteban de Toul, que también influyó en la estructura de la fachada y de sus torres (paso de una sección cuadrada a una sección octogonal).
Otra característica es bien visible desde la entrada: el eje de la nave no es rectilineo sino que muestra una desviación de seis grados hacia la derecha. Esta desviación ha suscitado algunas hipótesis, algunas fantasiosas, otros más serias, como la mencionada por Dom Calmet: «les bâtisseurs n'étant pas maitres du terrain ont cru devoir donner cette tournure à l'édifice». Las restricciones parcelarias (disponibilidad de terrenos) parecen aún hoy ser la mejor explicación de esta desviación. Los maestros de la segunda campaña de construcción, comenzada en 1515, dispusieron tramos y bóvedas no ortogonales para conservar la homogeneidad visual a pesar de esta desviación del eje.
En el exterior, en el lado norte, la pendiente del terreno ha permitido insertar, bajo el suelo de las capillas laterales, seis logias que dan a la rue des Fonts y destinadas originalmente al comercio.

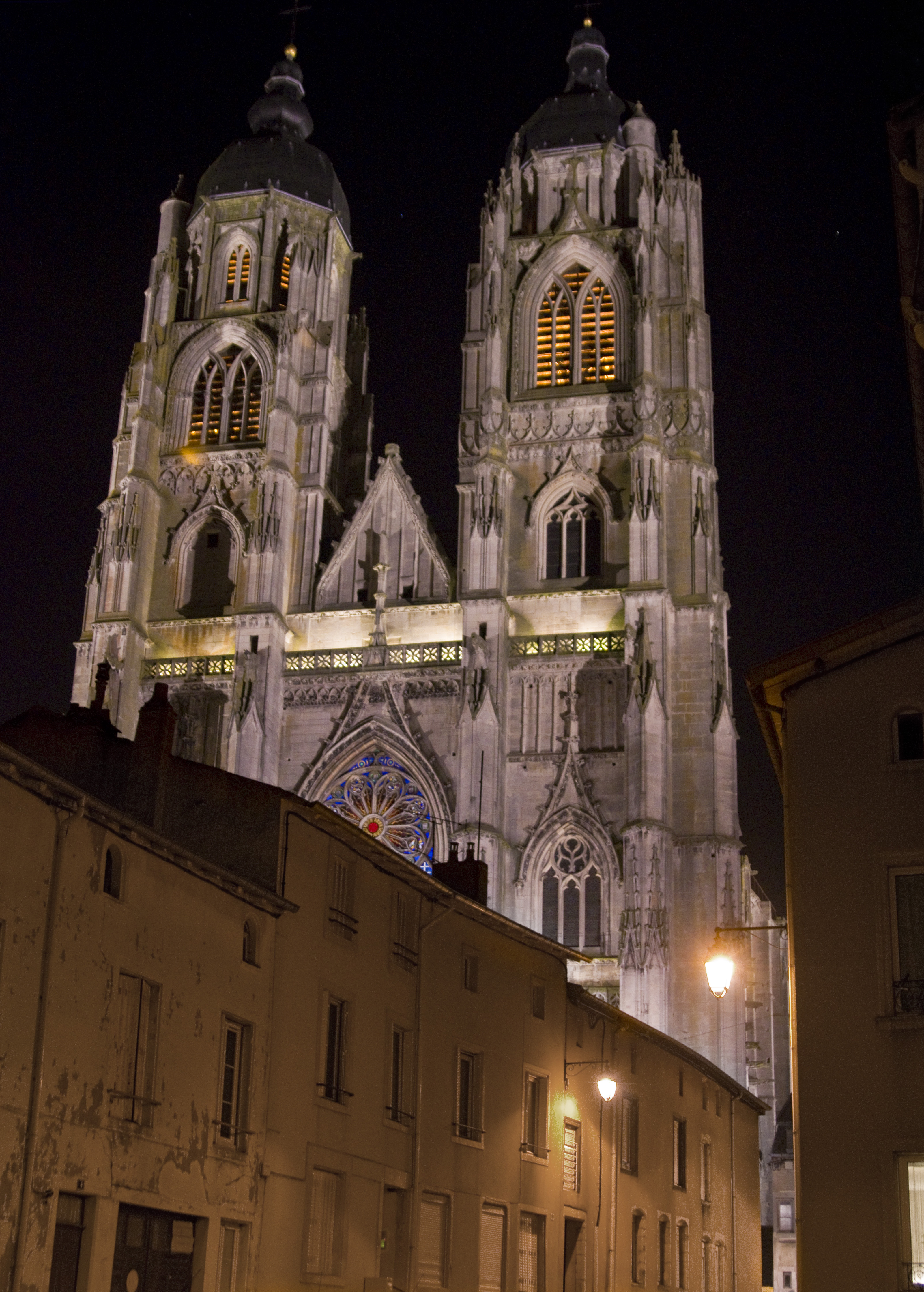
Fachada de noche, vista desde la rue des trois Pucelles.
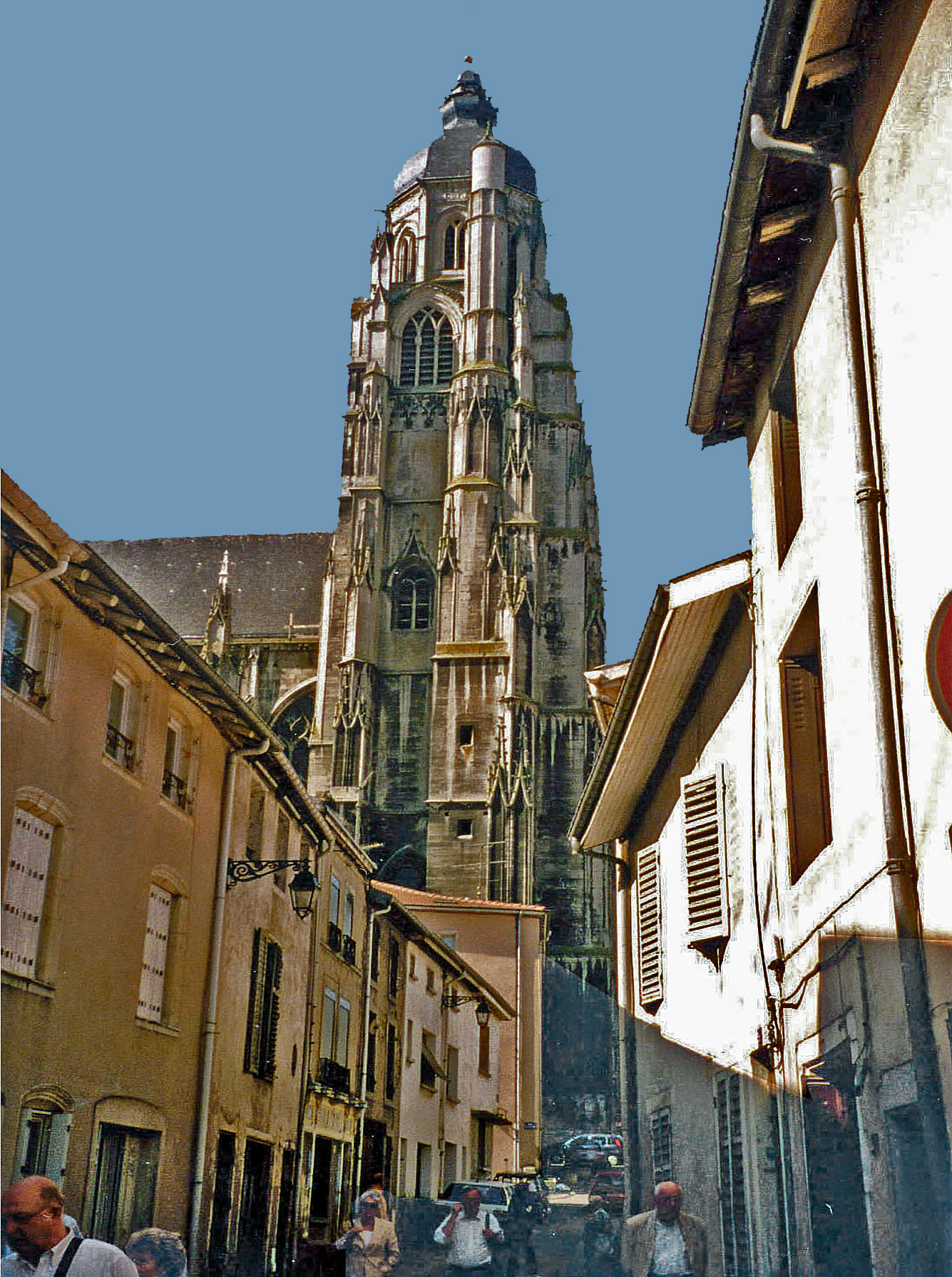
Torre norte, vista desde la rue Simon Moycet.
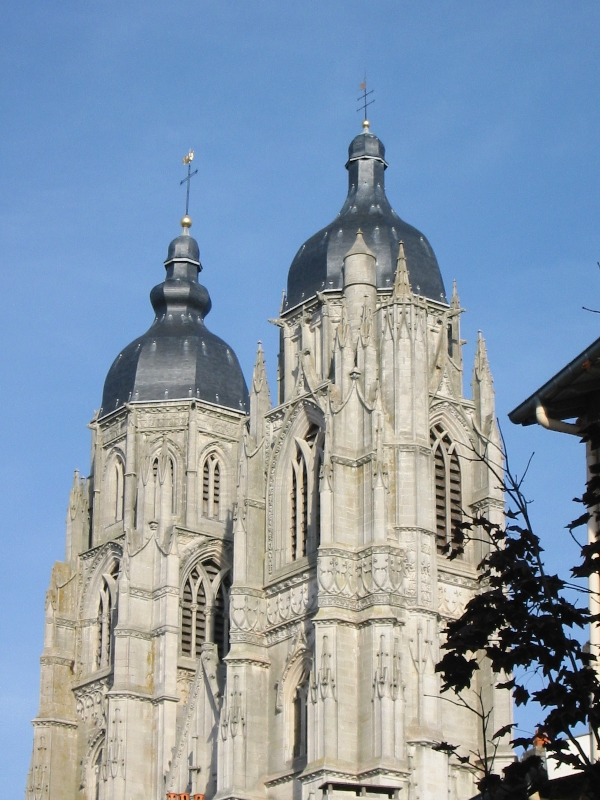
Campanarios en bulbo.
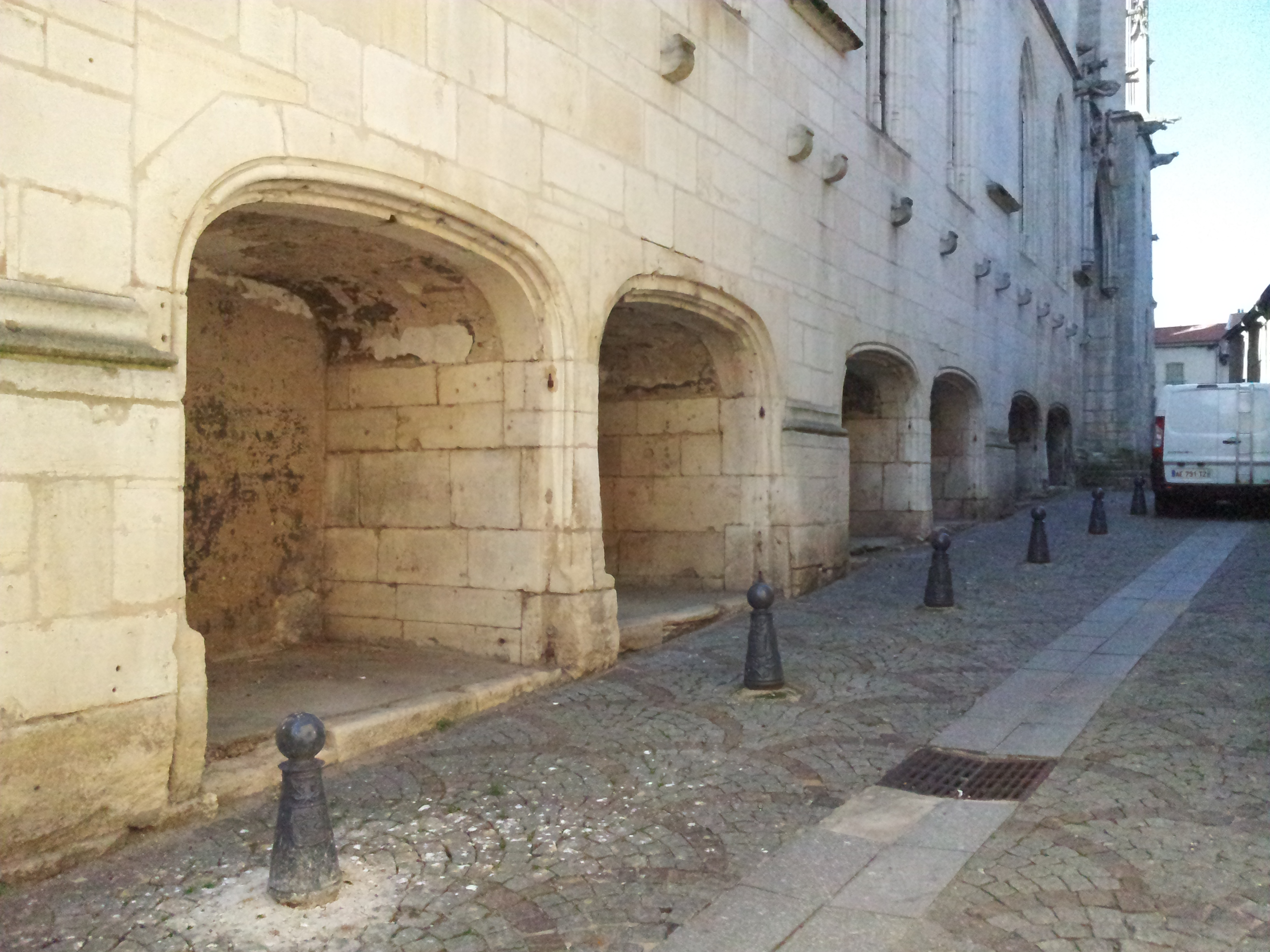
La rue des Fonts y los seis loges situados bajo las capillas norte en el exterior de la basílica.
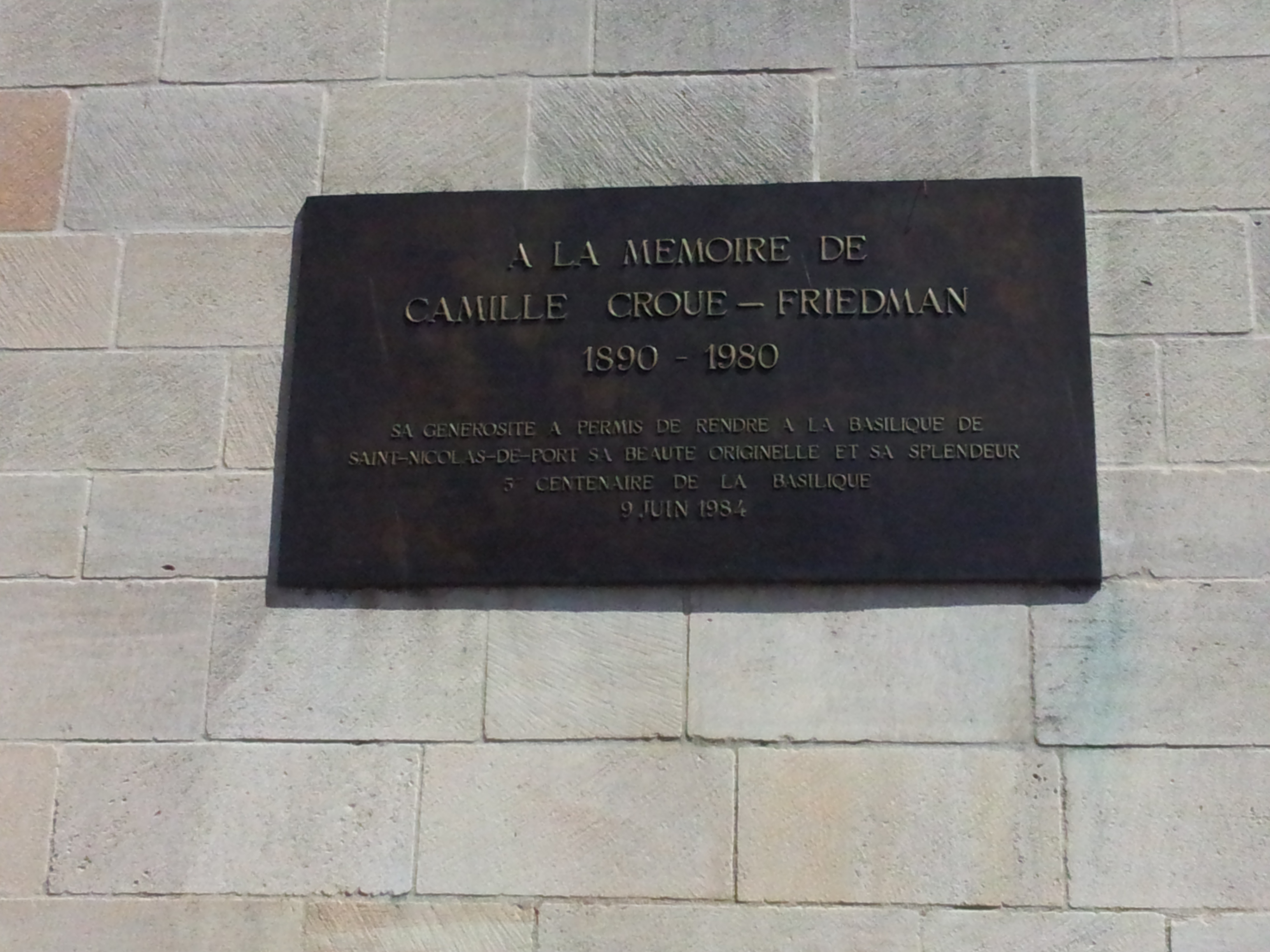
Placa en memoria de Camille Croué-Friedman, exterior de la basílica, sobre el muro de la sacristia, al lado del coro.

### Valoraciones del edificio
El arquitecto italiano Vincenzo Scamozzi admiró la iglesia, especialmente su luminosidad. Dom Simplicien Gody habló laudativamente de ella en las Odes sacrées. Père Benoît Picard la mencionó como una «arquitectura muy delicada y muy audaz»., expresión retomada por Dom Calmet veinte años más tarde.
En contraste, durante su visita como inspector general de los monumentos históricos, Prosper Mérimée no emitió un juicio favorable: «... la planta es de una rareza extrema... y en lo relativo al arte la iglesia no ofrece más que un mediocre interés...»..

## Interior de la basílica

### Vidrieras
Las vidrieras de Saint-Nicolas-de-Port forman el conjunto más prestigioso de Lorena y se beneficiaron de un estudio estilístico y técnico de fondo gracias al desmontado y a la restauración comenzada en 1983 y publicada en 1993. Aunque gran parte de los vitrales fue destruida durante el saqueo de la ciudad y el incendio de las cubiertas de la iglesia causados por los saqueadores en 1635, la basílica tiene todavía una parte significativa de los vitrales del siglo XVI, obras anónimas o atribuidas al alsaciano Valentin Bousch, al vidriero de Lyon Nicolas Droguet y a Georges Millereau.

Vidrieras de la basílica
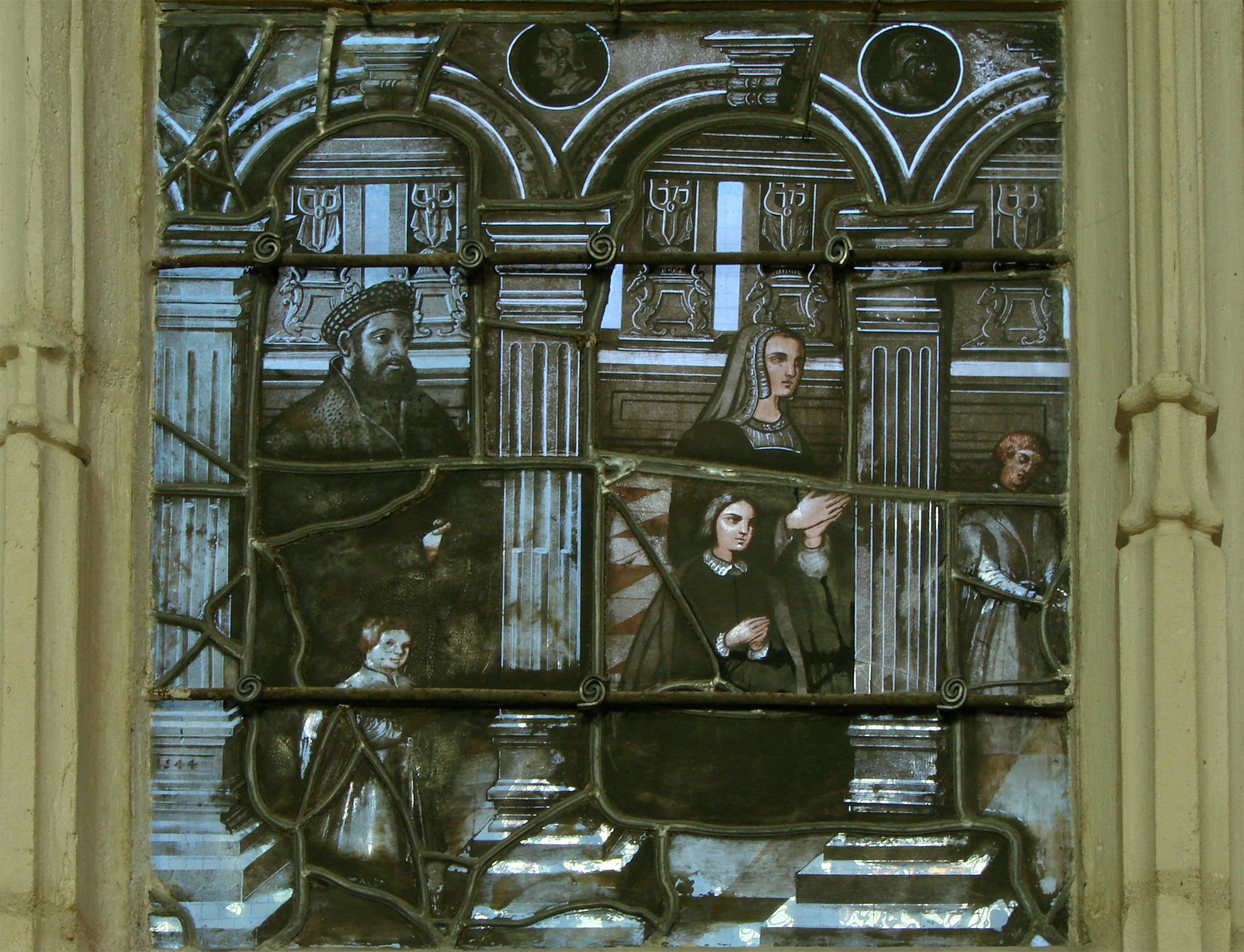
Vitral derecho de la capilla Santa Margarita (primera capilla lateral norte), con fecha de 1544, conocida como la «grisalla Berman» (presumiblemente procedente de la mansión de un donante y rico comerciante, Hanus Berman, que le representa con su familia y fue colocada en siglo XVII). Las grisalla son raras en Lorena, pero frecuentes en Champagne.
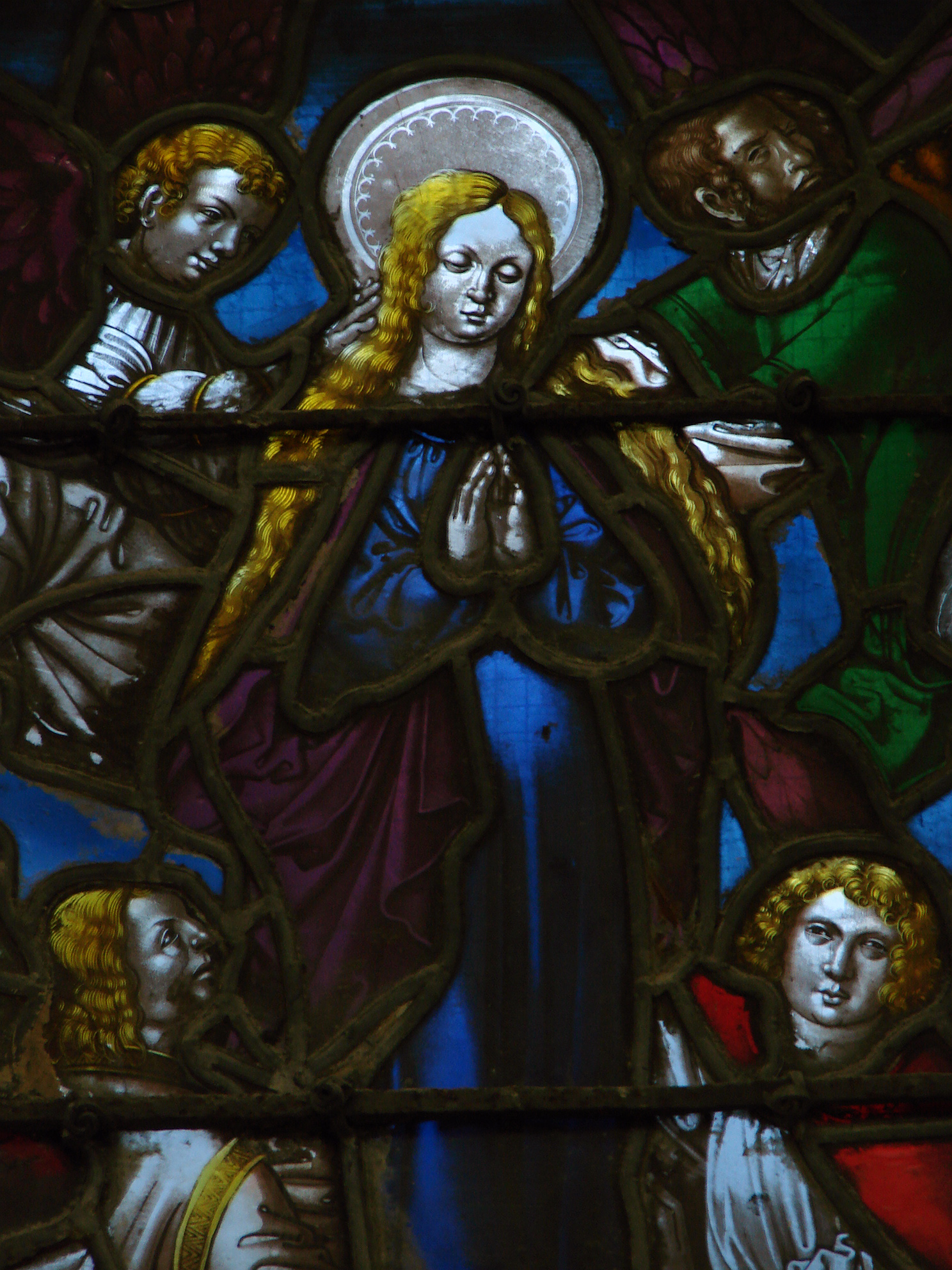
Vitral derecho de la capilla de Notre-Dame-des-Victoires (segunda capilla lado norte) enteramente dedicado a la vida de la Virgen, figurando la Asunción de María.
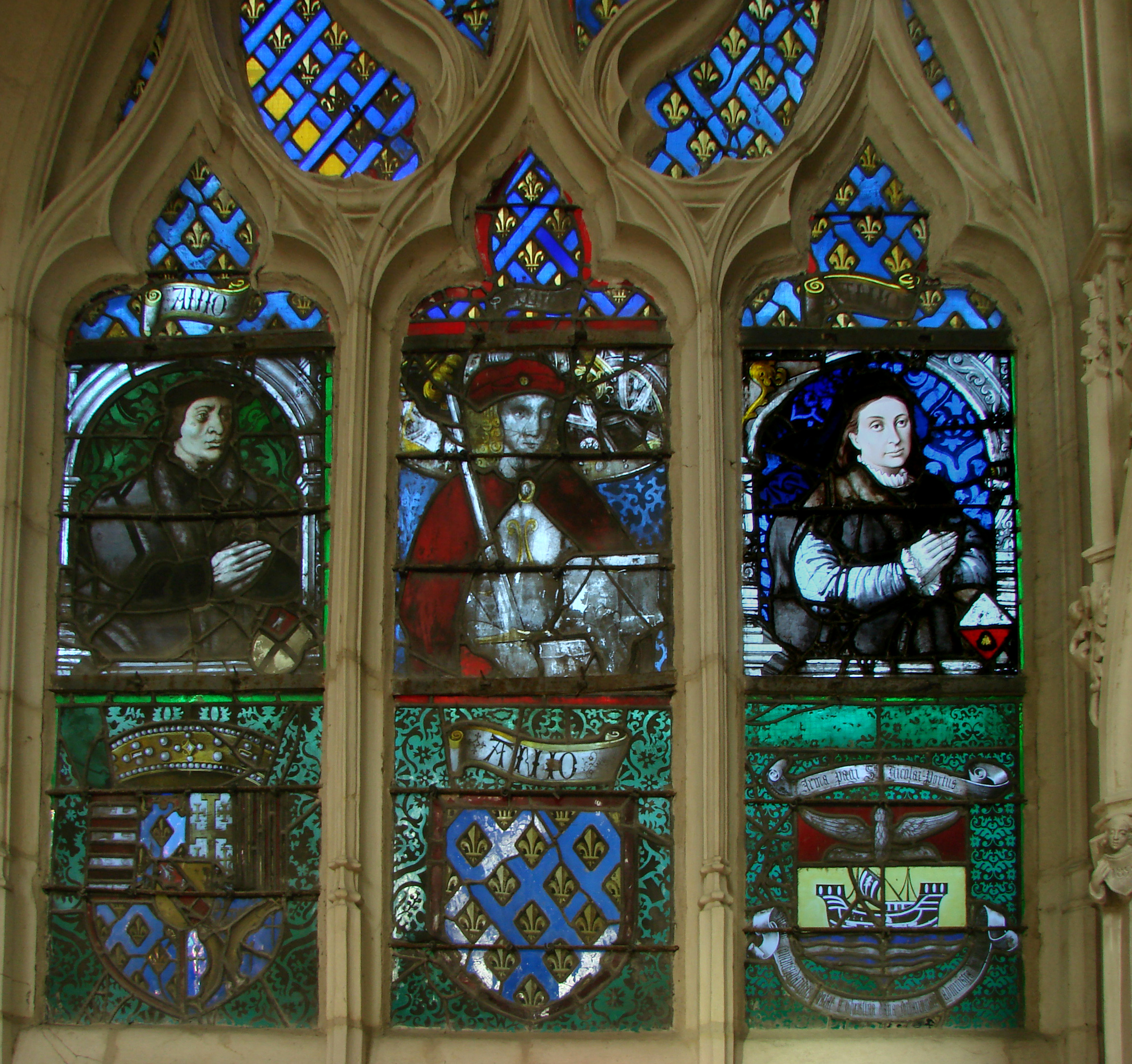
Vitral derecho de la capilla de santa Ana (tercera capilla lateral norte),, de Valentin Bousch (excepto parte derecha del siglo XIX). Los personajes son (de izda. a dcha.): : Fiacre Fériet, notable y comerciante, San Adrian, Jeannon Thiriet, esposa del primero. Por debajo, armas de Lorena, de dnjou y de la ville de Saint-Nicolas.
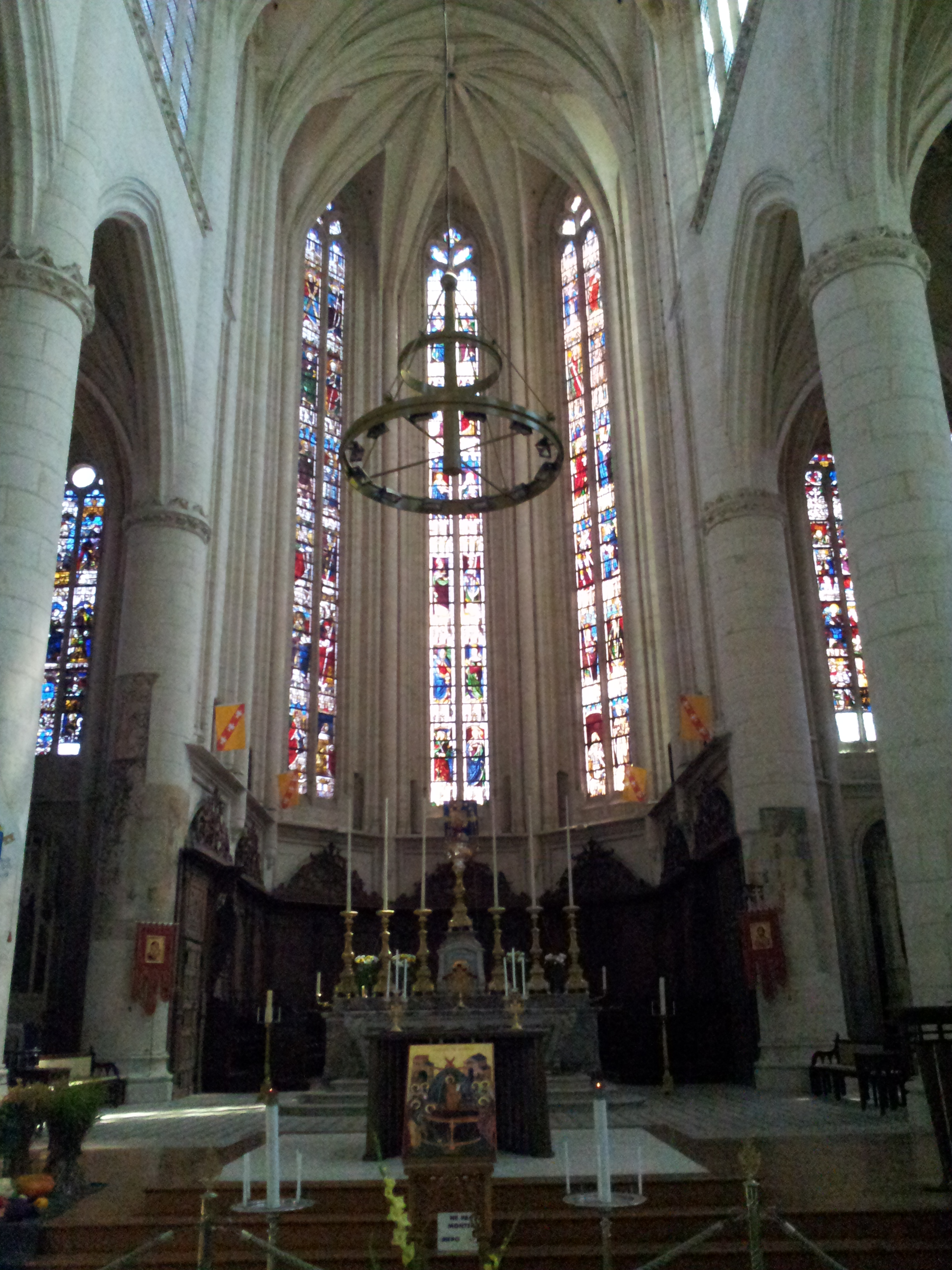
Nave hacia el coro. Detrás del coro, vidrieras de veinte metros de altura colocadas en el siglo XVI. La de la izquierda se atribuye a Georges Millereau; las otros dos son de Nicolas Droguet.
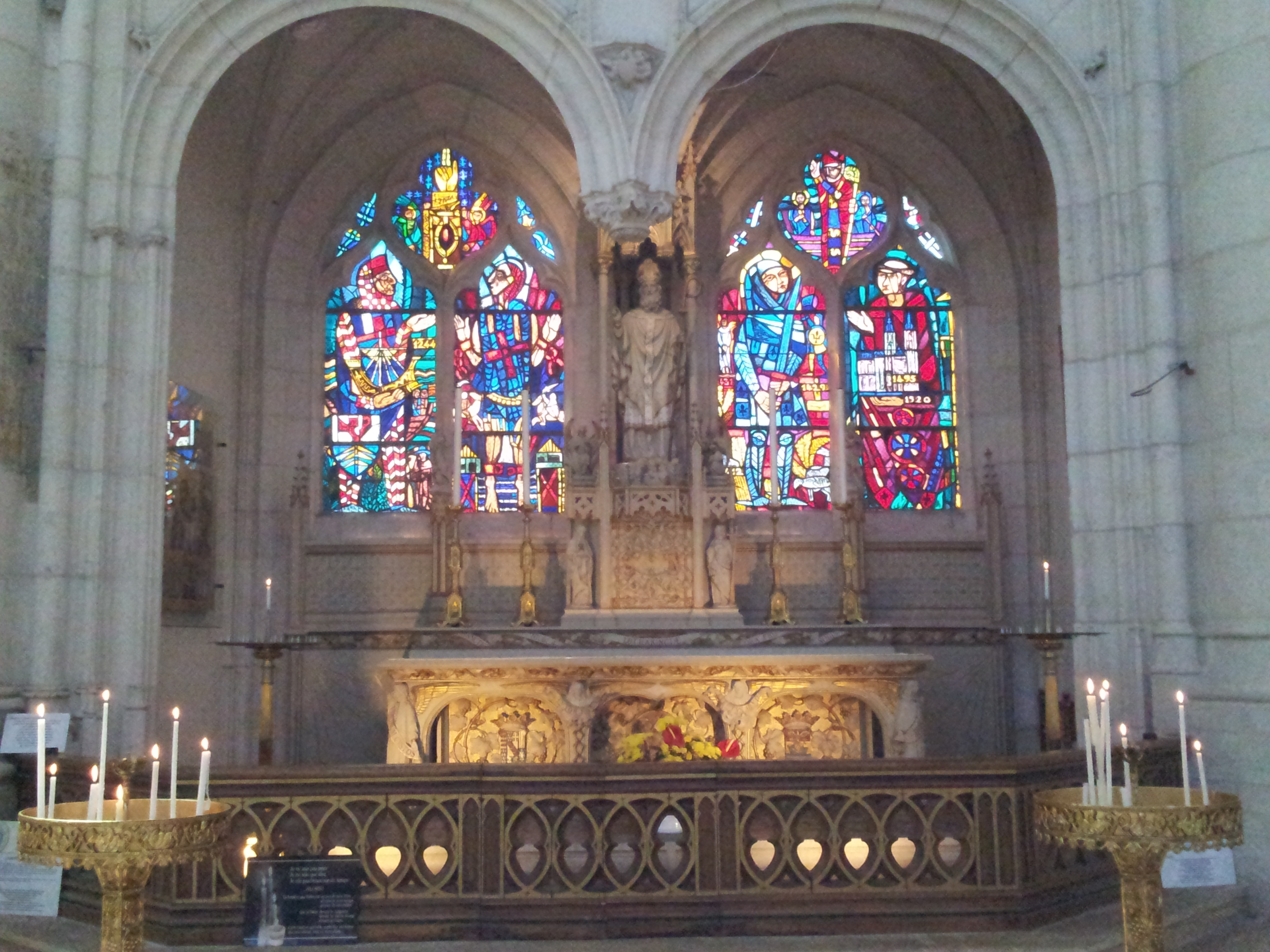
Capilla dedicada a San Nicolás situada en la nave sur. la vidriera del extremo izquierdo representa a  Jean de Joinville, senescal de san Luis. Por encima, una representación del brazo relicario que contiene la falange de san Nicolás.
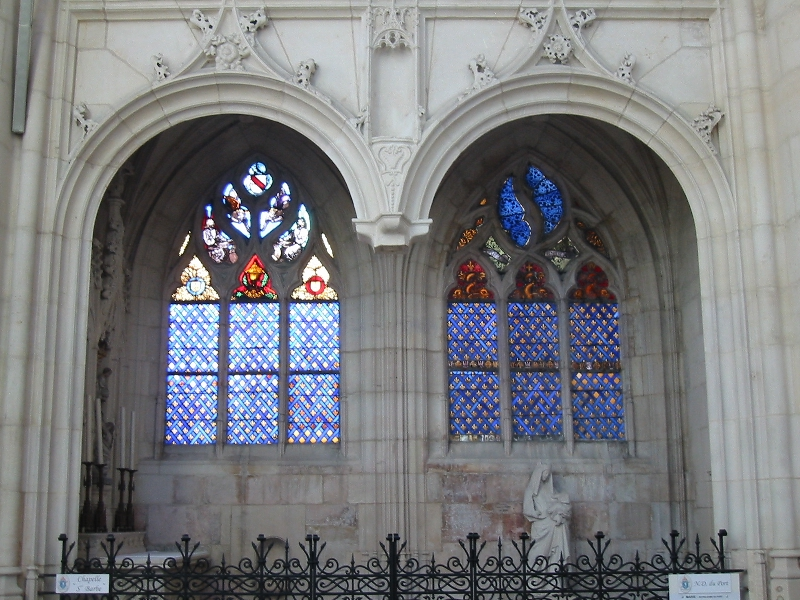
Capilla lateral de Notre-Dame-de-Port.

### Frescos

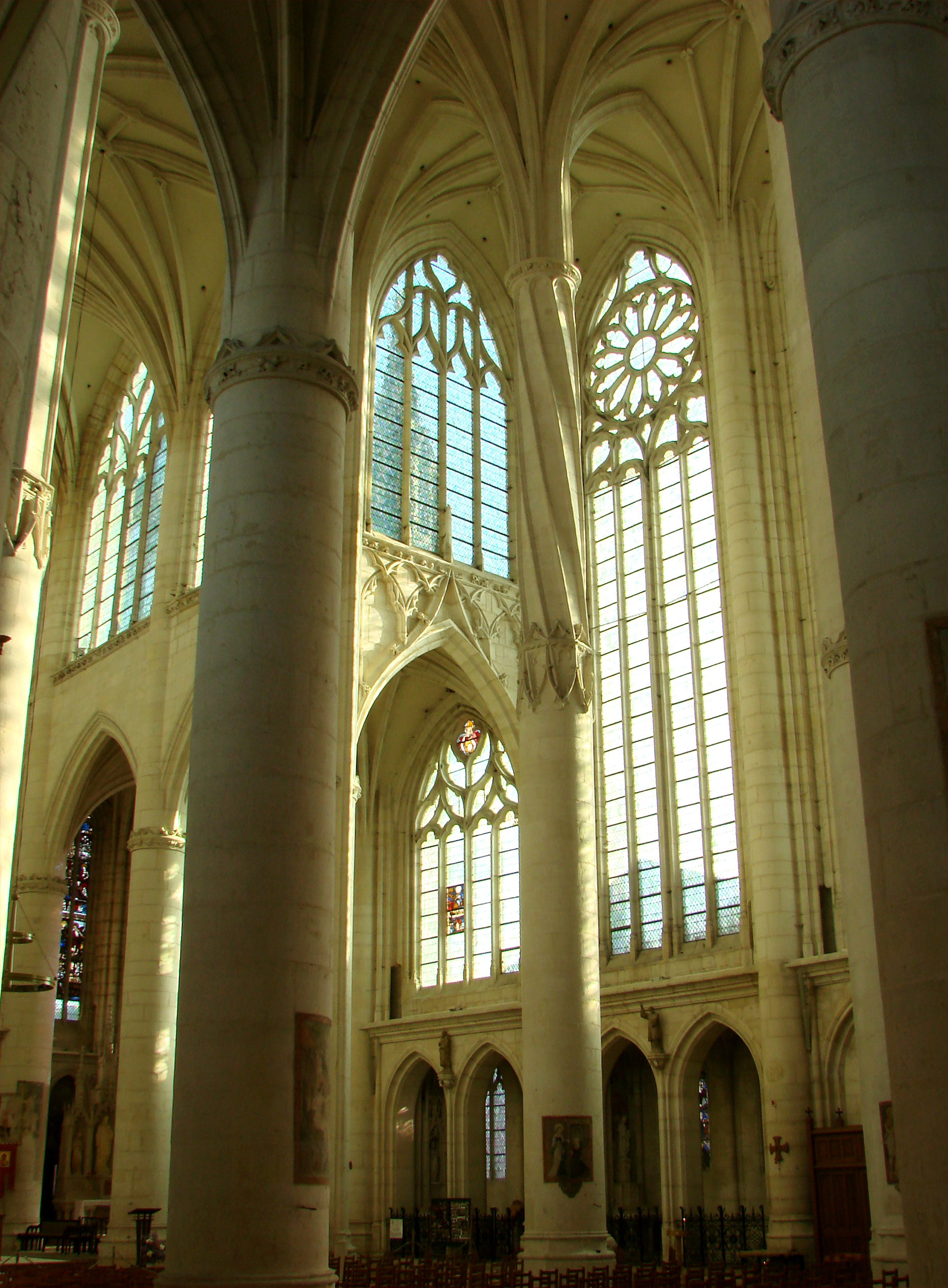
Columna torcida en el brazo sur del crucero. Lleva en su base un fresco que representa a santa Aprône (principios del). Se ve, a la izquierda, la columna del transepto norte y que tiene ranuras rectas.

Muchas pinturas sobre la piedra son también visibles en las columnas (descenso de la Cruz, Job, san Yves, san Martin, santa Aprône, san Didier) o frescos (rapto de Santa María Magdalena ).

Frescos
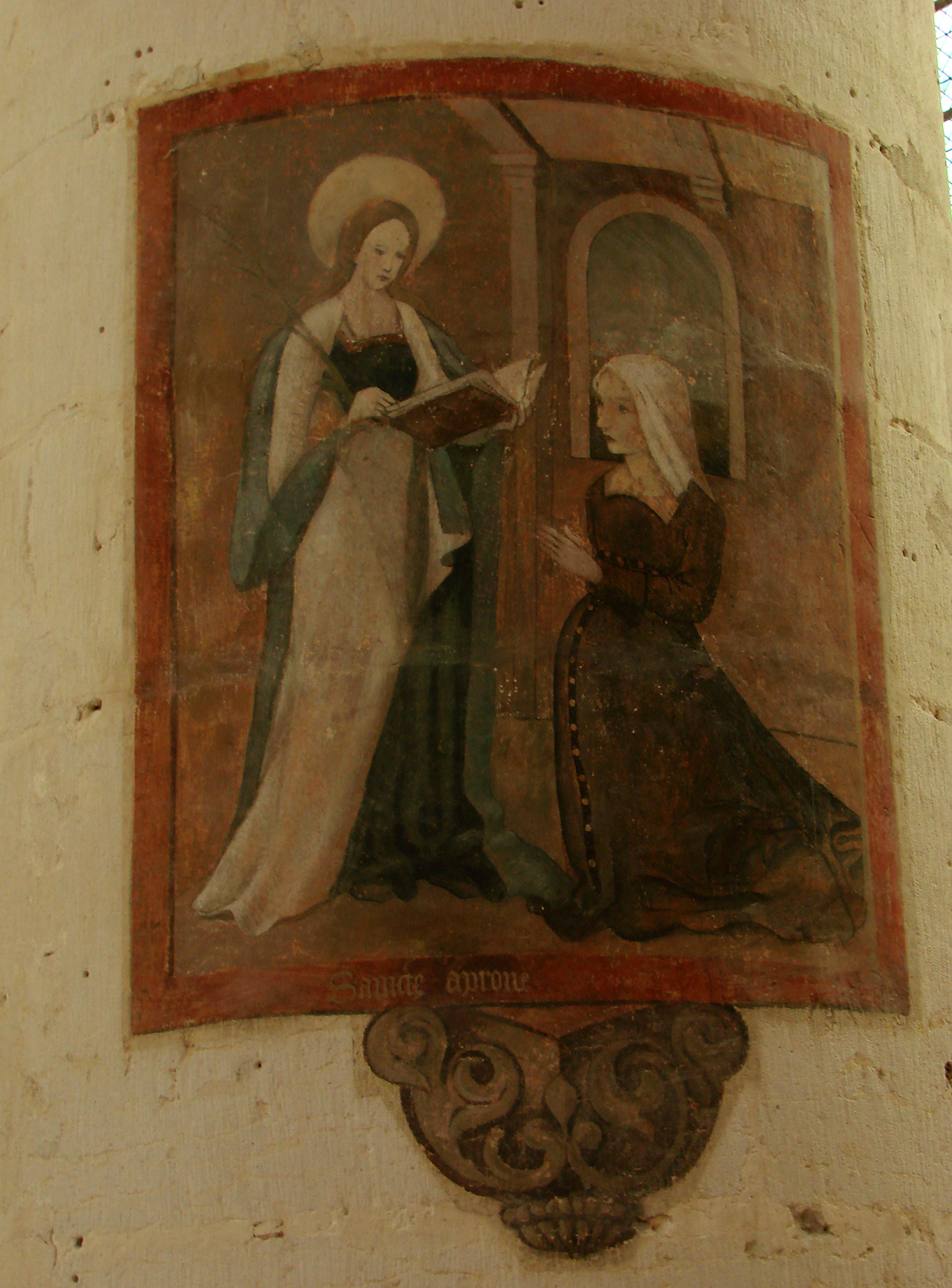
Santa Aprône, hermana de santa Epvre.
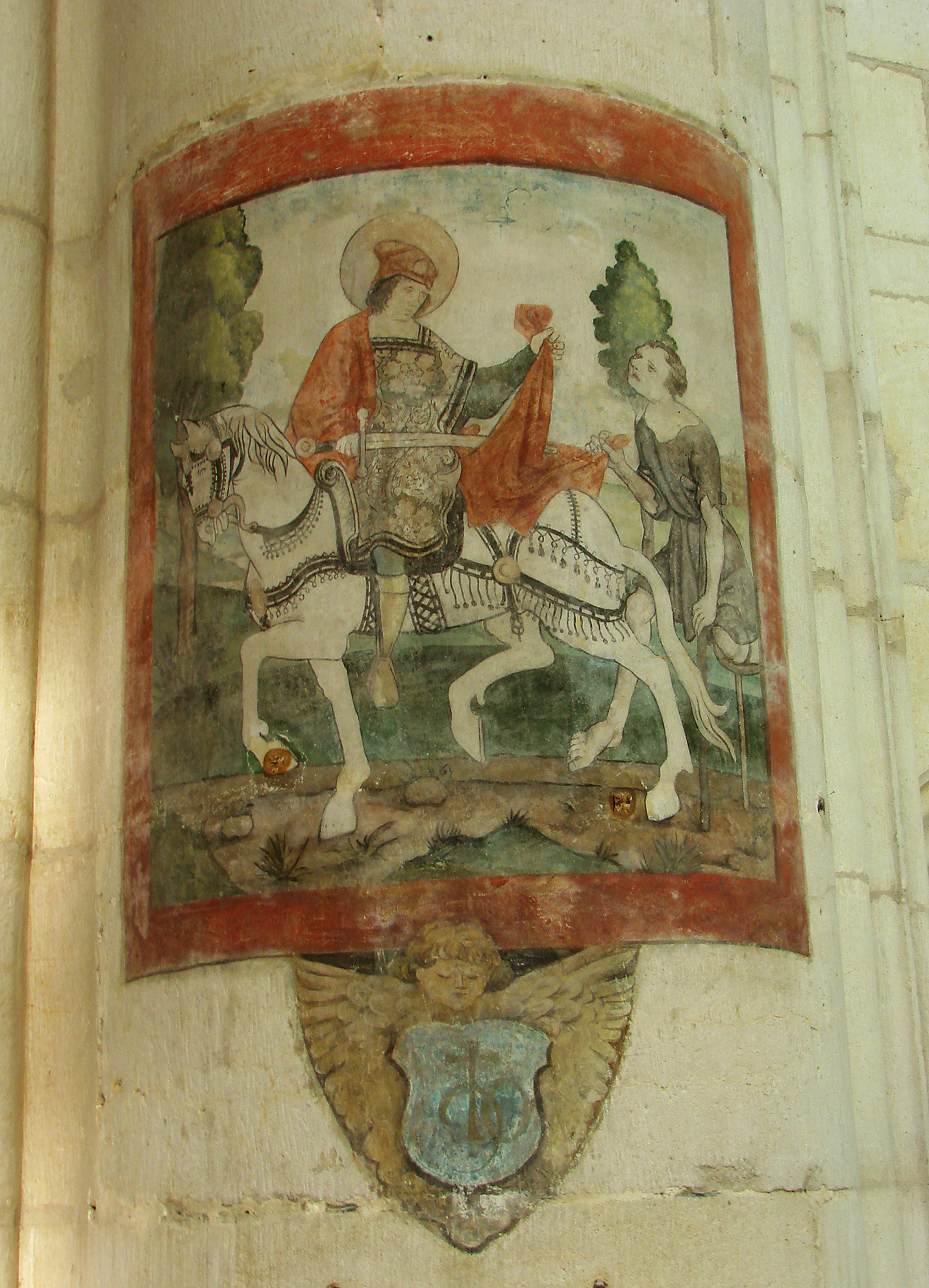
Fresco que representa a san Martin compartiendo su abrigo (principios del siglo XVI)
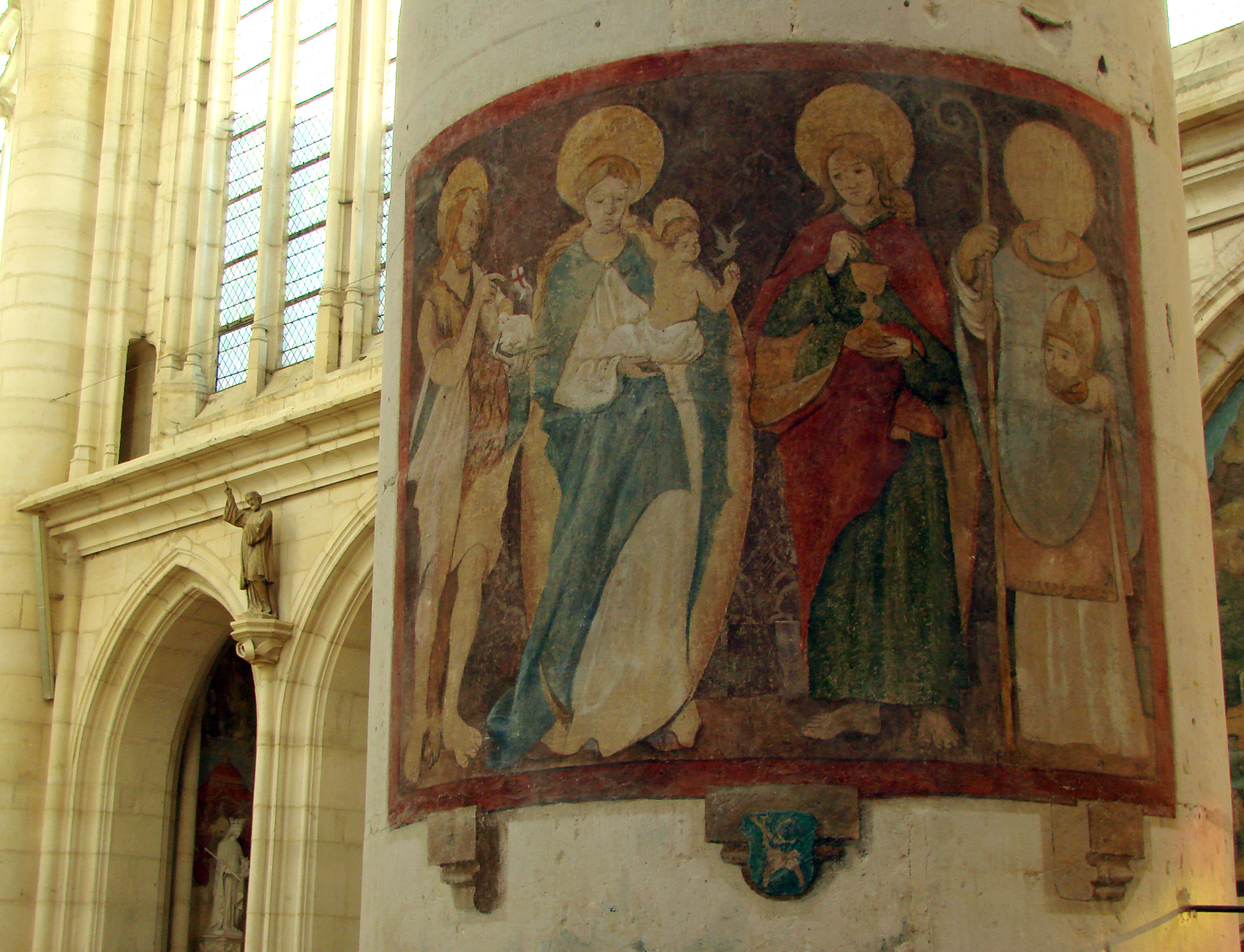
Fresco de comienzos del siglo XVI (de izquierda a derecha: Juan Bautista, Santa María con el niño Jesús, San Juan Evangelista, San Didier sosteniendo su cabeza decapitada). Se ve un pasaje de Champagne en el pilar lateral en alto a la izquierda.

### Campanas
La basílica tiene 18 campanas todavía en funcionamiento, de las que 12 pueden sonar al vuelo, lo que constituye uno de los mayores conjuntos de Francia. La torre sur alberga la campana más grande, el bourdon "Joseph-Auguste-Edmond", fundido por Ch. Martin en Nancy en 1897 y que da la nota Sol 2, con un peso de casi 5 toneladas. La torre norte tiene 14 campanas, de ellas 8 al vuelo (dando las notas do 3 - re 3 - mi 3 - fa 3 - sol 3 - la 3 - si 3 y do 4). Cuatro fueron fundidas en Robécourt en los Vosgos, por la fundición Perrin-Martin en 1853; otras cuatro fundidas en Nancy por el fundidor Julius Robert se añadieron en 1896. Las seis últimas, usadas sólo para un carillón datan del año 2000 y fueron fundidas por la fundición Paccard en el Alto Savoya.
El clocheton que corona el coro tiene otras tres campanas, de vuelo manual, fundidas una en 1856 y las otras dos en 2000. Una cuarta campana que data de 1839, fundida por Thuielle, fue dañada en el bombardeo de junio de 1940 y está depositada en la capilla de Sainte-Marguerite desde el desmantelamiento de la torre en el año 2000.

### Las estatuas

Estatuas de la basílica
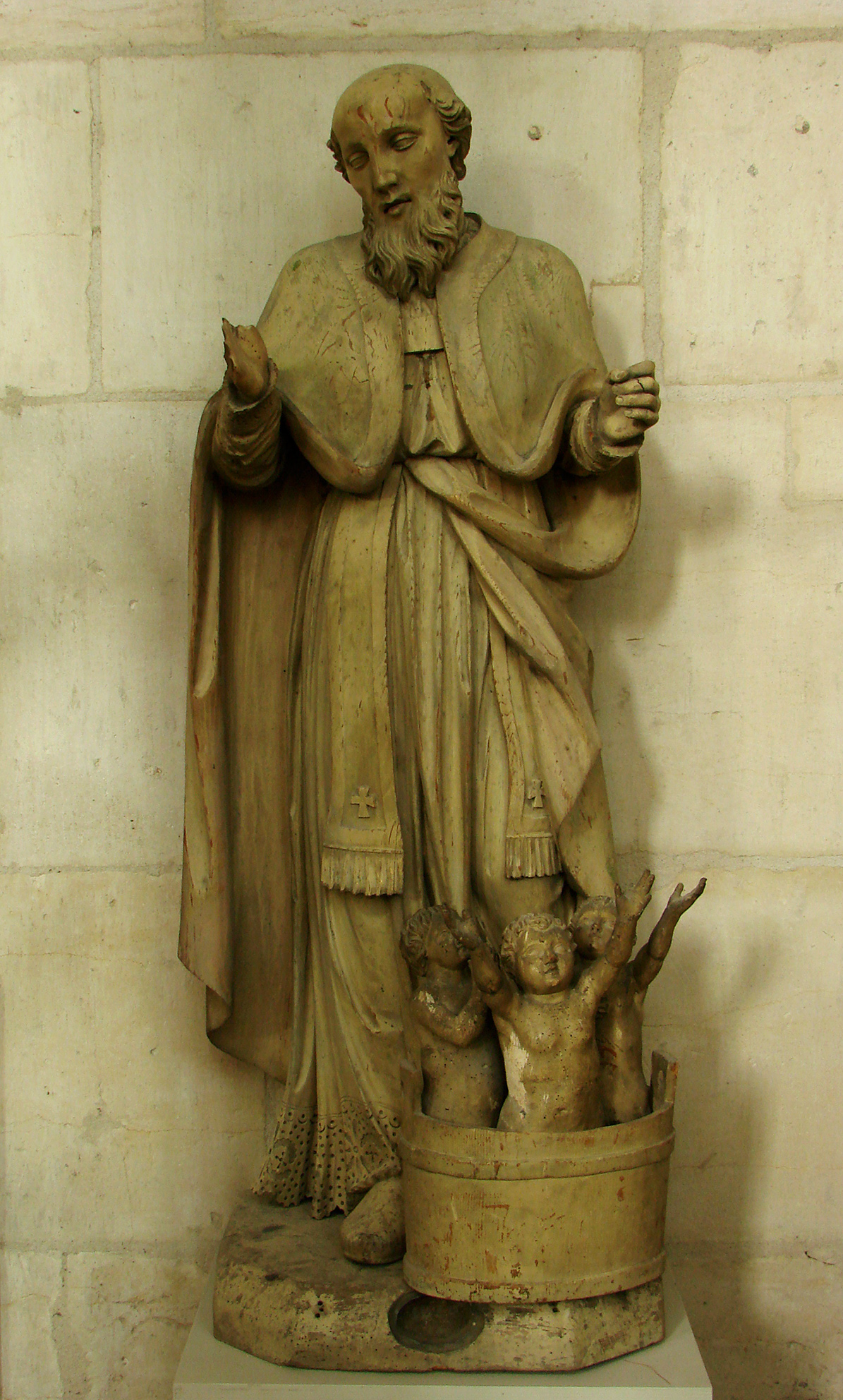
Estatua de San Nicolás con sus tres hijos en un tanque a sus pies
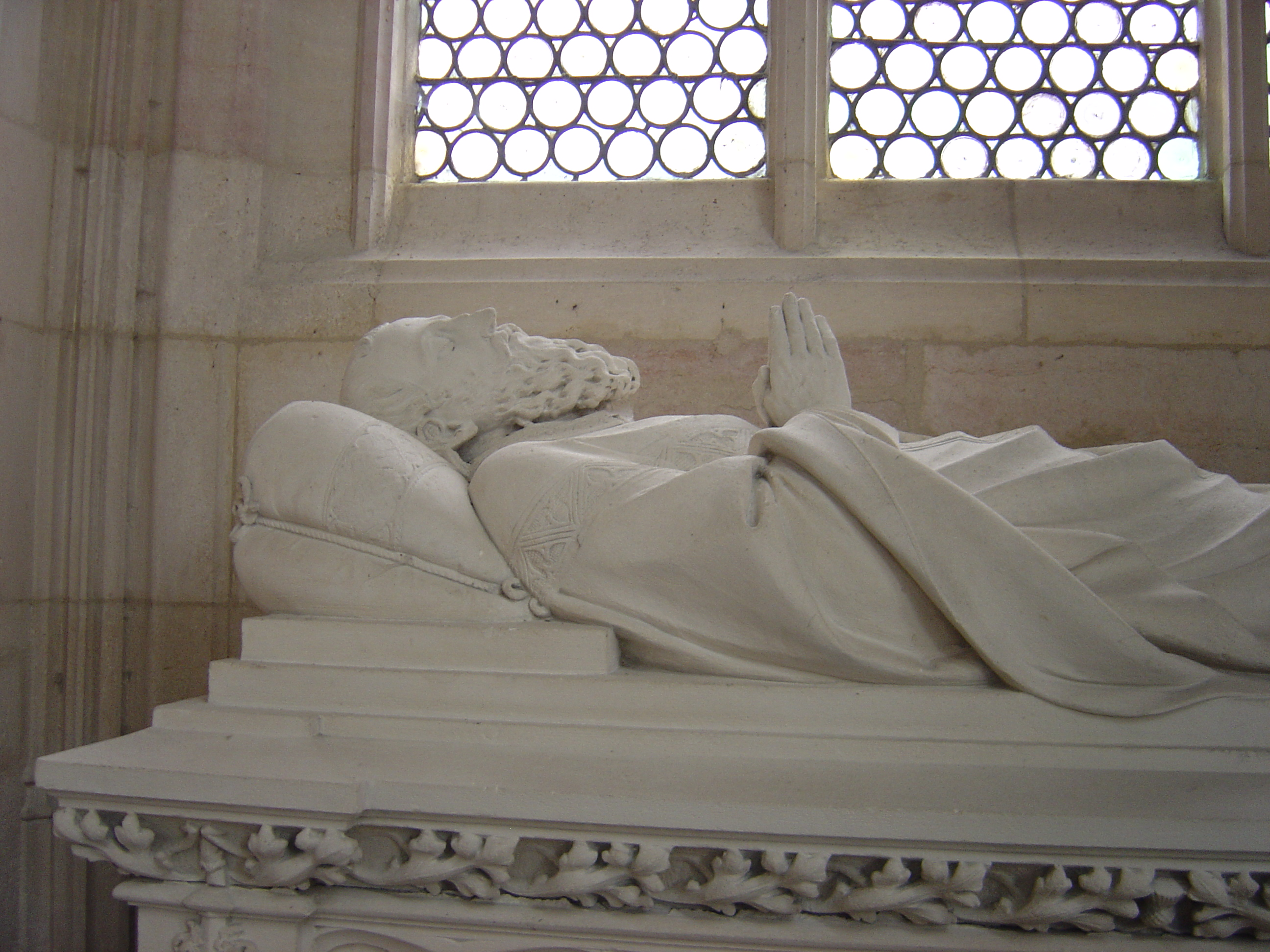
Detalle del yacente de Simon Moycet esculpido por Victor Huel en 1893.
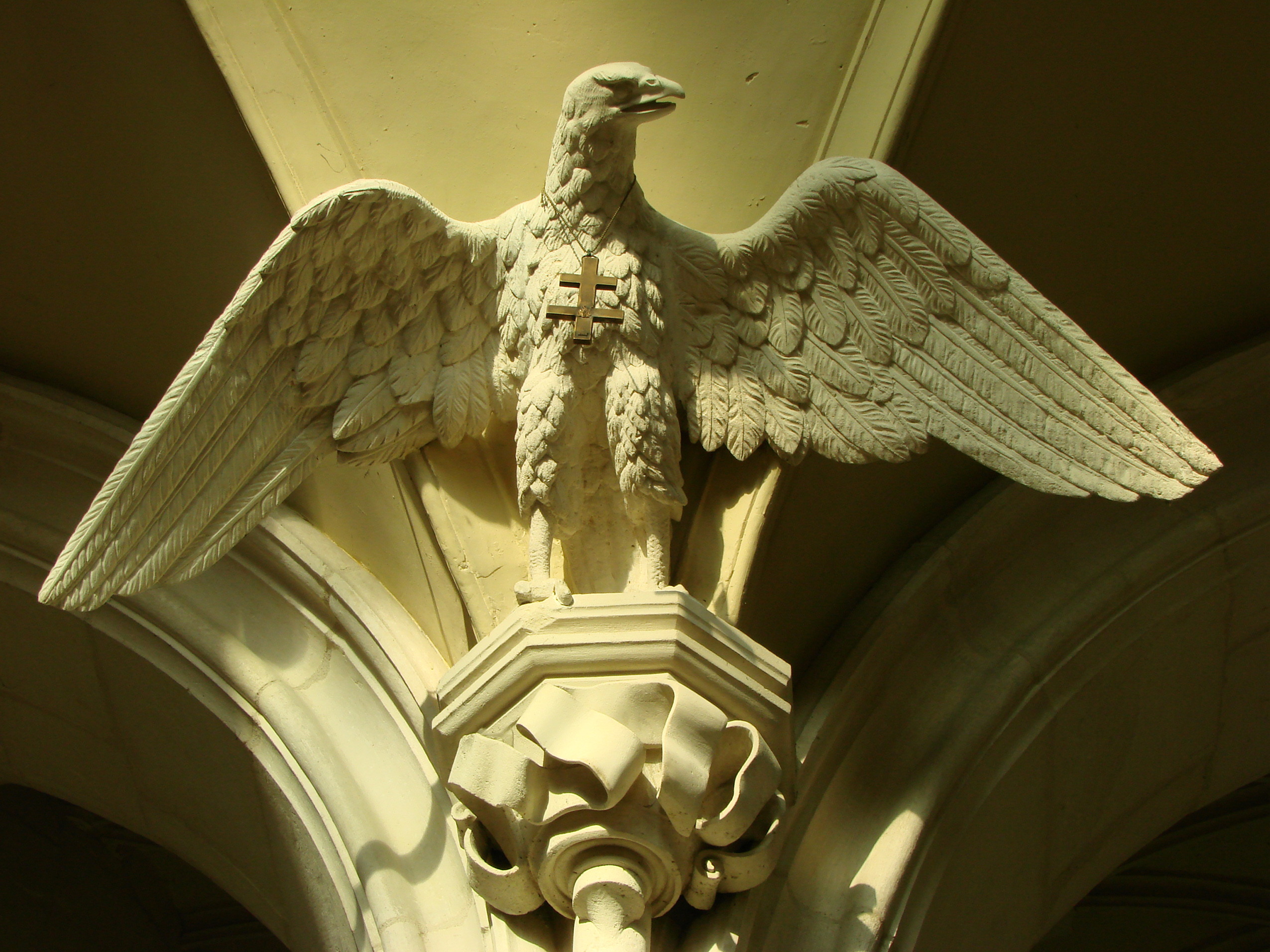
Águila de tamaño natural en la base de la tribuna del órgano que simboliza a san Juan el Evangelista.
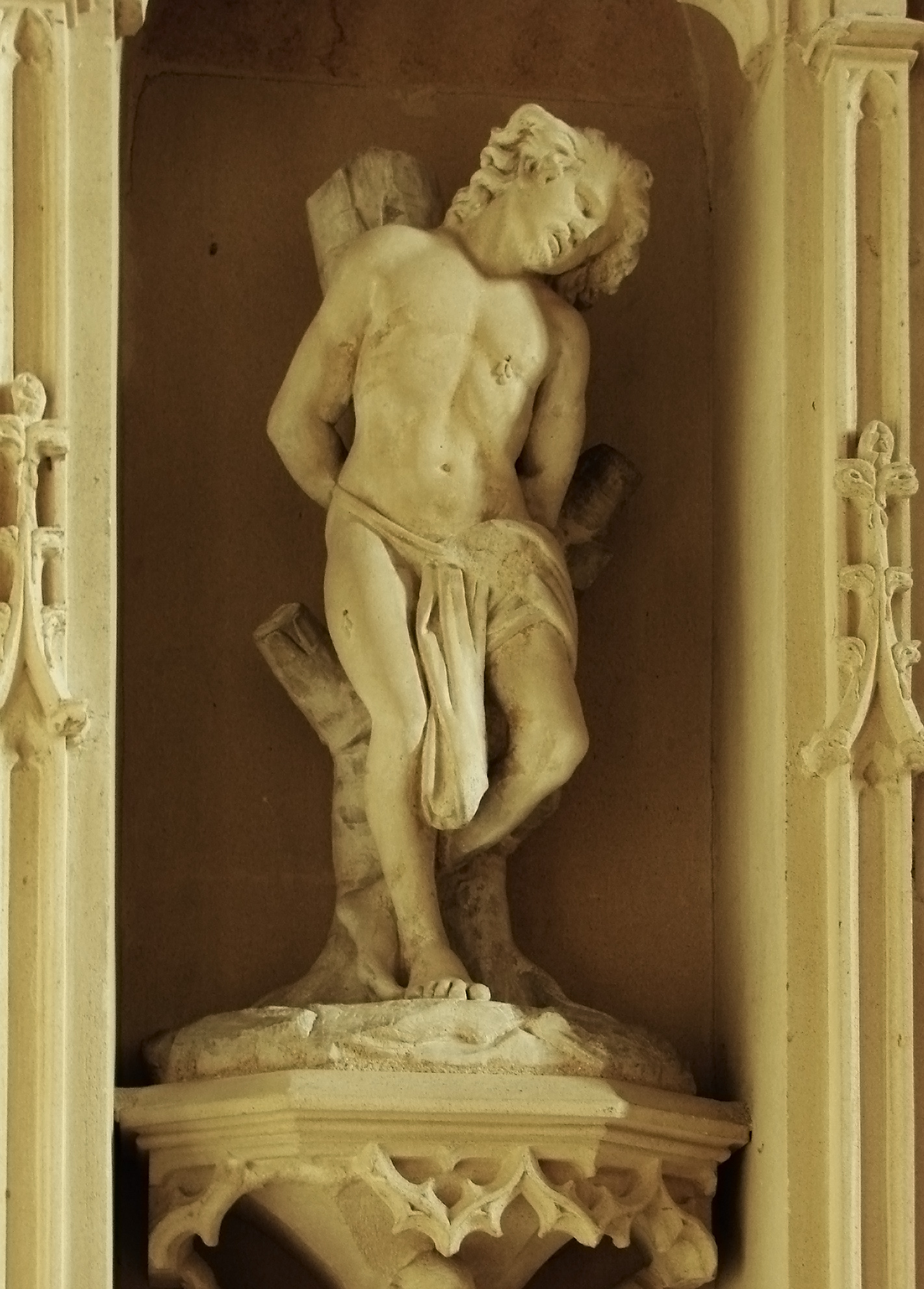
Estatua de san Sebastián.
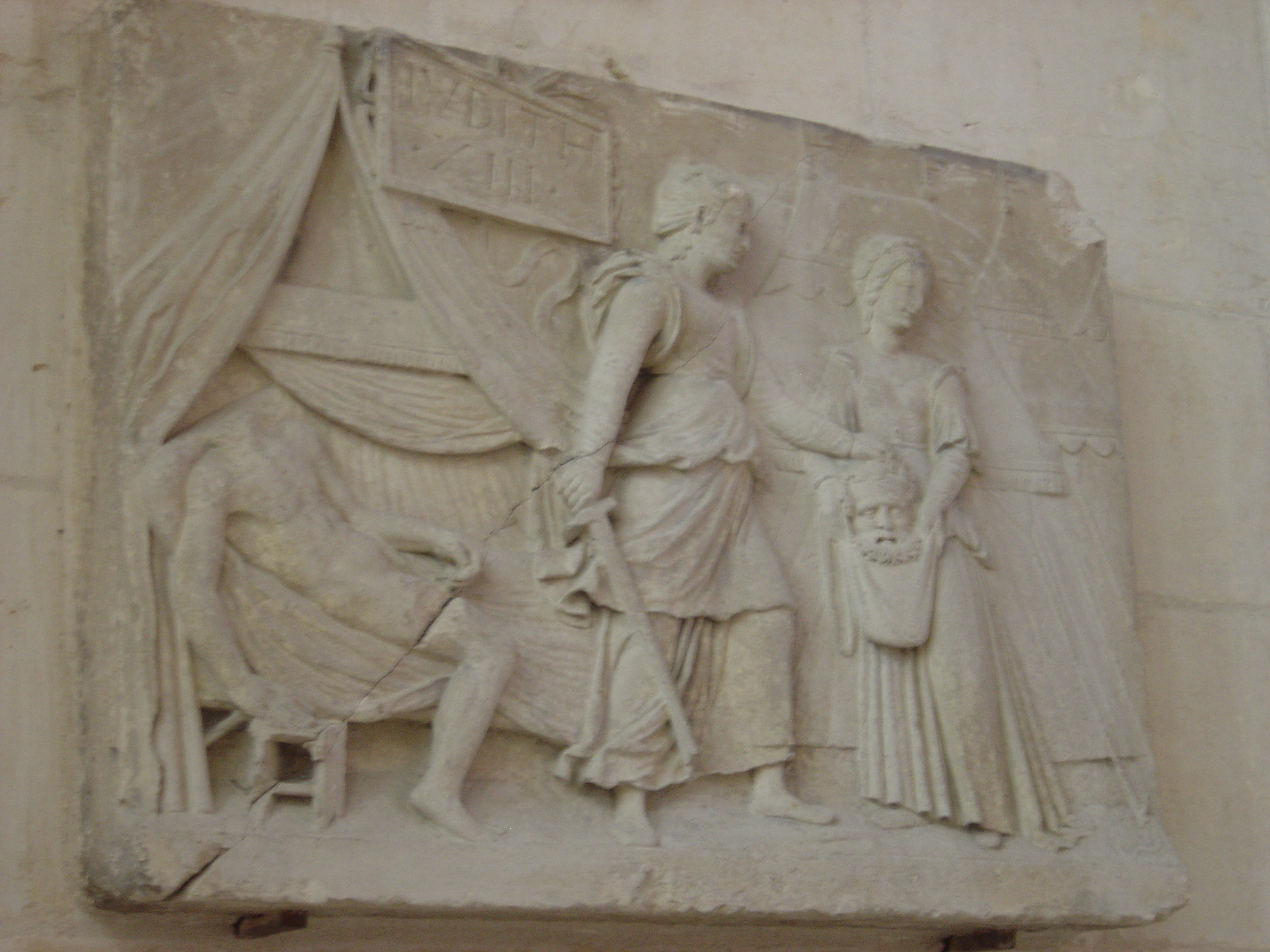
Bajorrelieve de finales del siglo XVI o inicios del XVII que representan a Judith que viene de decapitar a Holofernes.

### La capilla de las Fuentes
La actual basílica estaba originalmente dedicada solo a la peregrinación (la ciudad de Saint-Nicolas-de-Port no se convertirá en parroquia hasta 1803), y los habitantes de Saint-Nicolas-de-Port habían de ir a la iglesia de Varangéville para los bautismos. Durante la construcción de la iglesia, una capilla bautismal destinada al pueblo fue construida en el ábside norte, más abajo; se utilizó también para la continuación de la peregrinación que nunca se interrumpió durante los escasos sesenta años que duró la construcción de la basílica. Esta capilla, de estilo gótico flamígero, muestra una notable bóveda con colgante y un magnífico retablo que muestra en especial a Cristo y los doce apóstoles.

### El tesoro

#### Primeras donaciones
El tesoro de la basílica es conocido gracias a cuatro inventarios de 1584, 1604, 1715 y 1737. La primera donación provino del rey Luis IX, una nave de plata hecha a raíz de la promesa de la reina Margarita de Provenza. El tesoro se compone principalmente de donaciones de grandes familias de Lorena: donación del brazo de plata del duque Carlos II que albergaba la reliquia del brazo de oro de René II en 1471; donación en 1619 de Margarita Gonzaga de Mantua de una casulla, dos túnicas y un antealtar; de Enrique de Lorena de una casulla en 1623; de Ana du Chatelet, en 1624, de un cáliz de plata dorada; de Louis de Lorena, en 1626, de un cáliz de plata dorada.

#### Sangrías para financiación
En 1635, durante la guerra de los Treinta Años, la ciudad se vio amenazada por el pillaje; para proteger el tesoro, las piezas más importantes se transfirieron a los benedictinos de Nancy hasta 1636. Durante la ocupación de Lorena por Luis XIV, el poder real ordenó, en 1691, que el clero cediera la plateria no necesaria para el culto a favor de la corona; Dom Placide Beaufort supervisó la donación en 1691 de 4052 francos de plata y envió el dinero para ser fundido en Metz. Luis XV realizó el mismo tipo de demanda para financiar la guerra de los Siete Años, pero la mayor sangría al tesoro data del decreto revolucionario de 10 de septiembre de 1792, que solicitó que todos los objetos de oro y de plata del clero fuesen enviados al Hôtel des Monnaies para apoyar el esfuerzo de guerra.·

#### Reconstrucción
Las primeras reconstituciones datan del 3 de junio de 1797, los comisarios de la República confiaron a las mujeres piadosas de Saint-Nicolas-de-Port varias reliquias, en especial la de san Nicolás, para que no fuesen incautadas por la Revolución. Entre las piezas salvadas se puedes citar Le buste reliquaire de saint Nicolas, del siglo XVII cuya mitra no es la original, sino que se remonta al siglo XIX y las piedras preciosas, regalo de Marie Leszczynska, fueron reemplazadas por piedras coloreadas; La nef du cardinal de Lorraine, comprado el 10 de noviembre de 1851 a Mr. Butte, aficionado de Nancy por el párroco del que no hay ningún rastro en los antiguos inventarios y Le reliquaire de la vraie croix, ofrecido por Conrad de Bâle y citado en el inventario de 1584.
Una custodia del siglo XVIII que encierra las reliquias de san Sigisberto, donación de Reine Delz a la abadía de Bouxières-aux-Dames en 1741 y obra del orfebre de Nancy Jean-Louis Artault entre 1737 y 1745, bajo la supervisión de Antoine Aubertin, enriqueció el tesoro en el siglo XIX. Se incorporó en 1894 una cruz procesional ofrecida por el marqués de Lambertye, realizada por el orfebre Meissonier de Paris y retomando el modelo de la cruz de San Juan de Letran. Gracias a Émile Badel y a una donación de 10 000 francos, un nuevo relicario dorado, que pesa más de seis kilos, fue ejecutado por el orfebre Berger-Nesme de Lyon e integra dos topacios presentados los bustos de María y de Jesús; esos topacios fueron donados por el papa Pío IX al marqués de Lambertye y éste después los cedió a la basílica.
Estas cuatro piezas se incorporaron en 1893 en las vitrinas de Eugène Vallin en la sala del tesoro de la basílica.

#### Ley de 1905
El 14 de diciembre de 1905, el alcalde de Saint-Nicolas-de-Port solicitó al sacerdote realizar un inventario del tesoro; de acuerdo con la ley de separación de las Iglesias y del Estado, era ahora propiedad del Estado francés y se dejaba a disposición de la iglesia. El 23 de enero de 1906, el inventario se llevó a cabo sin el cura ni el presidente de la fábrica, pero fue interrumpido por un centenar de mujeres que cantaban cánticos. El Inventario fue terminado el 15 de marzo de 1906 y reveló la desaparición de doce piezas principales del tesoro, en especial la nave de nácar, el brazo relicario y el busto relicario de plata, que fueron recuperados el 5 de diciembre en la casa Rolin de Saint-Nicolas-de-Port.

### El órgano

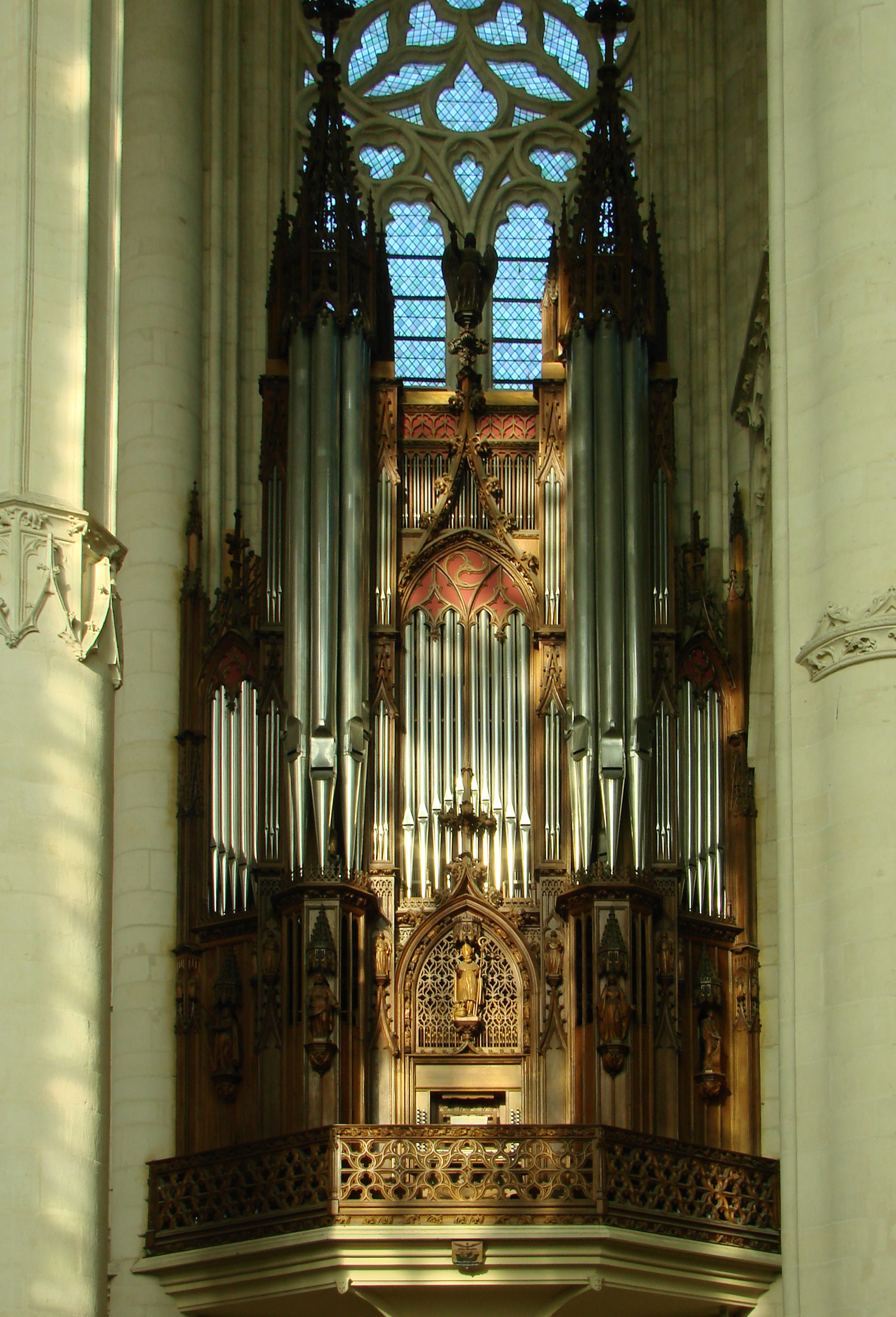
El buffet de Joseph Cuvillier.

El órgano actual es el quinto órgano que ha tenido la basílica. Reconstruido por la fábrica Haerpfer de Boulay en 1994 y financiado en su totalidad por el legado de Camille Croué-Friedman, tiene 3673 tubos distribuidos en 54 juegos, incluyendo los dos tremblandos de 4 teclados y pedalero. Es de tracción mecánica suspendida. El instrumento está instalado en un buffet de estilo trovador de 16 metros de altura y 7 metros de ancho erigido en 1848 por el fabricante de órganos de Nancy Joseph Cuvillier (1801-1893), a partir de un dibujo de Désiré Laurent; Este buffet es un monumento histórico clasificado desde 1980. Un águila de tamaño natural simboliza a San Juan Evangelista y está dispuesta como un atril en la base de la tribuna en ménsula. El instrumento se encuentra a media altura en el brazo norte del transepto, estando la plataforma de la tribuna a unos siete metros del pavimento de la iglesia.

#### Características
- Tracción mecánica suspendida para las notas
- Tracción mecánica des jeux (électrique pour coupe-vent Bombarde 16, trémolo récit et complément pédale : bourdon 32, soubasse 16, flute 8)
- Console en fenêtre
- Claviers de 56 notas (Ut-sol)
- Pédalier de 30 notas (Ut-fa)
- Expresión del Récit por pedal de báscula (mecánico)

#### Acoplamientos y accesorios
- Tirasse: II-III-IV (balanciers)
- Acoplamientos: I/II (tirador), III/II, IV/II, IV/III (balanciers)
- Anulación: II (corte de viento, mecánico)
- Appels anches: II, III, IV (registros superpuestos, llamadas eléctricas), pedal (corte de viento, llamada eléctrica)

#### Composición
| I. Positivo de poitrine | II. Gran Órgano | III. Resonancia                                                                                    | IV. Récit expresivo | V. Pedal                                              |
| --- | --- | -------------------------------------------------------------------------------------------------- | --- | ----------------------------------------------------- |
| Gemshorn 8 Bourdon 8 Suavial (unda maris) 8 Octave 4 Flauta à cheminée 4 Nasard 2 2/3 Octava 2 Tercio 1 3/5 Cuarto 2 Quinta 1 1/3 Sifflet 1 Plein-Jeu V rangs Cromorne 8 Tremblant doux | Montre 16 Montre 8 II rangs Flauta armónica 8 Bourdon 8 Salicional 8 Prestant 4 Doublette 2 Corneta V rangos Grosse Fourniture II rangos Plein-Jeu IV-V rangos Cymbalo VI rangos Quinta 2 2/3 1.ª Trompeta 8 2.ª Trompeta 8 Chamade 8 (dessus) Clairon 4 | Bourdon 16 Bourdon 8 Flauta 8 Flauta 4 Grand Nasard 5 1/3 Grosse Tercio 3 1/5 Trompeta 8 Clairon 4 | Gambe 8 Voz celeste 8 Bourdon-Flauta (dessus harmoniques) 8 Flauta octaviante 4 Octavino 2 Corneta V rangos (hors boîte) Basson 16 Trompeta 8 Basson-Hautbois 8 Voz humana 8 Trémolo (tremblant fort) | Bourdon 32 Flauta 16 Soubasse 16 Flauta 8 Bombarda 16 |

## Asociación
Una asociación, llamada Connaissance et renaissance de la basilique de Saint-Nicolas-de-Port [Conocimiento y renacimiento de la basílica de Saint-Nicolas-de-Port], fue creada el 7 de abril de 1973 y reconocida de utilidad pública por decreto de 9 de marzo de 1981. Tiene por fin contribuir al conocimiento y la restauración de la basílica. Publica tres veces al año, la revista La Gargouille ISSN 1278-2327.

## Varios
Los campanarios de la basílica constituyen para el Institut national de l'information géographique et forestière (IGN) puntos geodésicos de orden 5 en el nuevo sistema de triangulación de Francia (NTF).